# Edat mitjana

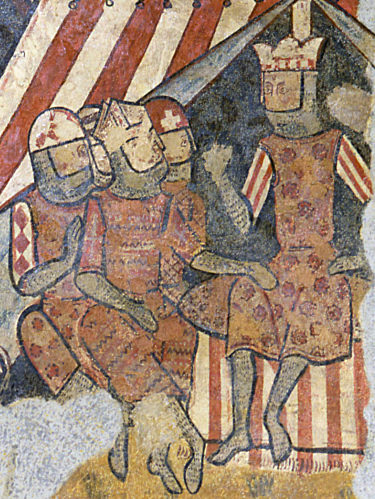
El rei Jaume I d'Aragó amb el bisbe de Barcelona Berenguer de Palou i els magnats Bernat de Centelles i Gilabert de Cruïlles durant la conquesta de Mallorca (1229)
(frescos del Palau Aguilar de Barcelona, MNAC)

L'edat mitjana o edat medieval és el període de la història d'Europa que va des del segle v fins al segle xv. Succeeix a l'edat antiga, que acaba amb la caiguda de l'Imperi Romà d'Occident, i precedeix el Renaixement i l'era de l'exploració. És la segona de les tres divisions tradicionals de la història d'Occident: l'antiguitat clàssica, el període medieval i el període modern. Al seu torn, se subdivideix en alta, plena (o central) i tardana.
El declivi demogràfic, la contraurbanització, l'esfondrament de l'autoritat central, les invasions i les migracions en massa de tribus que havien començat a l'antiguitat tardana continuaren durant la primera part de l'edat mitjana. Els grans moviments del període de les migracions conduïren a la formació de nous regnes a l'antic territori de l'Imperi Romà d'Occident. Al segle vii, el nord d'Àfrica i l'Orient Pròxim, fins aleshores part de l'Imperi Romà d'Orient, caigueren sota el domini del califat omeia com a resultat de les conquestes dels successors de Mahoma. Tot i que es produïren canvis importants en la societat i les estructures polítiques, no hi hagué una ruptura total amb l'antiguitat clàssica. L'Imperi Romà d'Orient, fase medieval de l'Imperi Romà, romangué una potència important a la Mediterrània oriental. El seu codi jurídic, el Corpus Iuris Civilis o «Codi de Justinià», fou redescobert al segle xi al nord d'Itàlia. A Occident, la majoria de regnes incorporaren les poques institucions romanes que encara perduraven i es fundaren monestirs alhora que continuaven els esforços per cristianitzar l'Europa pagana. Sota la dinastia carolíngia, els francs crearen l'efímer Imperi Carolingi a finals del segle viii i principis del segle ix. Malgrat que arribà a dominar gran part de l'Europa occidental, s'acabà fragmentant a conseqüència de guerres civils i les invasions dels vikings des del nord, els magiars des de l'est i els sarraïns des del sud.
En la plena edat mitjana, a partir de l'any 1000, la població d'Europa creixé de manera notable gràcies a tot un seguit d'avenços tecnològics i agrícoles que fomentaren el comerç, juntament amb l'augment del rendiment dels conreus com a resultat de l'òptim climàtic medieval. El senyoriu (la concentració dels camperols en pobles que retien rendes i treball als nobles) i el feudalisme (una estructura política en la qual els cavallers i la baixa noblesa prestaven servei militar als seus senyors a canvi de concessions de l'aprofitament de terres i senyorius) foren dos dels sistemes de configuració de la societat en la plena edat mitjana. Les Croades, predicades per primera vegada el 1095, foren un intent dels cristians d'Europa occidental d'arrabassar el control de Terra Santa als musulmans per la força de les armes. La consolidació del poder dels reis al capdavant d'estats nació centralitzats reduí el crim i la violència, però convertí l'ideal d'una cristiandat unida en un objectiu cada vegada més remot. L'escolàstica, que combinava la fe amb la raó, i la fundació d'universitats marcaren la vida intel·lectual d'aquest període. La teologia de Tomàs d'Aquino, les pintures de Giotto, la poesia de Dante i Chaucer, les obres de Ramon Llull, els viatges de Marco Polo i l'arquitectura gòtica de catedrals com la de Chartres es troben entre les fites més destacades d'aquest període i principis de la baixa edat mitjana.
L'edat mitjana tardana estigué marcada per nombroses desgràcies, incloent-hi fams, pestes i guerres, que tingueren un efecte nefast sobre la demografia d'Europa. Entre el 1347 i el 1350, la pesta negra occí una tercera part de la població del continent. L'Església Catòlica fou sacsejada per controvèrsies, heretgies i el Cisma d'Occident, mentre que els poders seculars foren colpits per enfrontaments entre estats, conflictes civils i revoltes de camperols. Els avenços culturals i tecnològics que transformaren la societat europea a les darreries d'aquest període posaren fi a l'edat mitjana tardana i inauguraren l'edat moderna.

## Terminologia i periodització

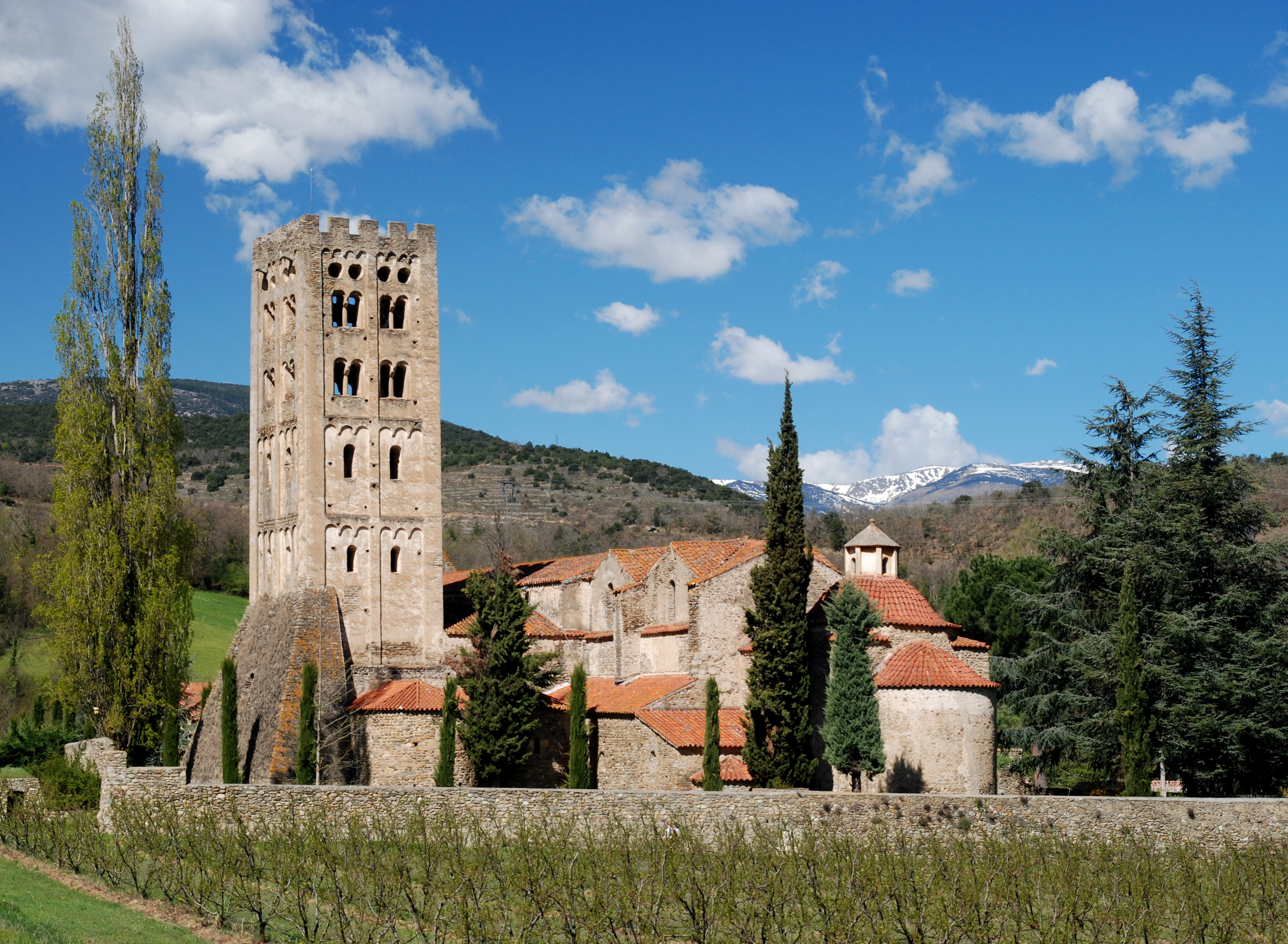
Abadia de Sant Miquel de Cuixà, a Codalet (Conflent)

L'edat mitjana és un dels tres grans períodes que formen el marc conceptual més longeu per a l'estudi de la història d'Europa: l'edat antiga, l'edat mitjana i l'edat moderna (complementades posteriorment per l'edat contemporània). Aquesta divisió tripartida fou emprada per primera vegada per l'historiador italià Leonardo Bruni el 1442, seguit gairebé immediatament pel seu compatriota Flavio Biondo, i convertida en canònica per l'historiador alemany Christoph Cellarius dos segles i mig més tard. L'adjectiu medieval, que significa ‘relatiu o pertanyent a l'edat mitjana’, deriva del mot baix llatí medium aevum (‘edat mitjana’), documentat per primera vegada el 1604. Altres denominacions similars usades cap a aquesta època inclouen media tempestas (1469), media aetes (1518) i medium tempus (1531).
En general, l'edat mitjana va aproximadament des de la darreria del segle v fins a la segona meitat del segle xv, sense que hi hagi un consens universal sobre les dates exactes. Una data d'inici habitual, proposada pel mateix Bruni, és el 476, any de la deposició de Ròmul Augústul, l'últim emperador romà d'Occident de facto. Una opció alternativa és la conversió de l'emperador romà Constantí I el Gran (r. 306-337) al cristianisme. Pel que fa a la fi de l'edat mitjana, les dates més freqüents són el 1453 (caiguda de Constantinoble), el 1492 (arribada de Cristòfol Colom a les Amèriques) i el 1517 (començament de la reforma protestant).
En paraules de la historiadora Miri Rubin, Europa «no seguí un mateix ritme durant aquest període»: la cristianització del continent es feu de manera escalonada, mentre que la urbanització (o reurbanització) es produí en moments diferents en regions diferents. Segons el consens acadèmic, els fenòmens que defineixen l'edat mitjana són el predomini econòmic de l'agricultura, l'explotació dels camperols, el pes de les relacions interpersonals —violència, patronatge, família i carisma— en les estructures de poder, la lentitud de la comunicació entre regions i la fragilitat de la burocràcia estatal.
Els historiadors de l'àmbit romànic solen dividir l'edat mitjana en alta edat mitjana i baixa edat mitjana. Els anglòfons, en canvi, tendeixen a seguir els seus homòlegs alemanys i dividir-la en primera edat mitjana, alta edat mitjana i edat mitjana tardana.

## Demografia

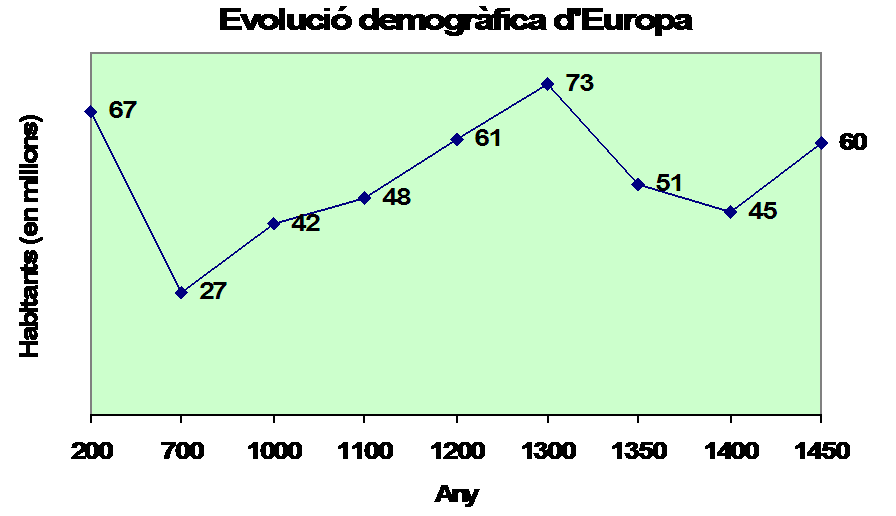
Evolució demogràfica europea durant la transició cap al feudalisme i de l'edat mitjana. Les dades, en milions d'habitants, són de Bernard H. Slicher Van Bath

Fins a la Revolució Industrial, la població europea visqué en un precari equilibri amb els recursos alimentaris; així, qualsevol augment demogràfic que no es correspongués amb un increment de les possibilitats agràries derivava en una vulnerable davant de qualsevol atac epidèmic. Això fou una constant durant l'edat mitjana, a excepció del període que va del segle xi al xiii, durant el qual s'assistí a una expansió demogràfica sostinguda. L'augment de població a partir de l'any 1000 fou afavorit per un cert interès dels senyors a concedir terres per conrear, de manera que s'augmentessin les seves rendes, i a la tala dels boscos que comportà la rompuda de noves terres i, per tant, de la producció agrícola. Altres factors que possibilitaren l'augment demogràfic foren la millora climàtica, que gràcies a una pluviometria favorable, feu més abundoses les collites, l'atur de les grans migracions que havien assolat Europa (germànics, magiars, normands, etc.) i les institucions de Pau i Treva de Déu, que a la llarga contribuïren a la disminució de la mortalitat.

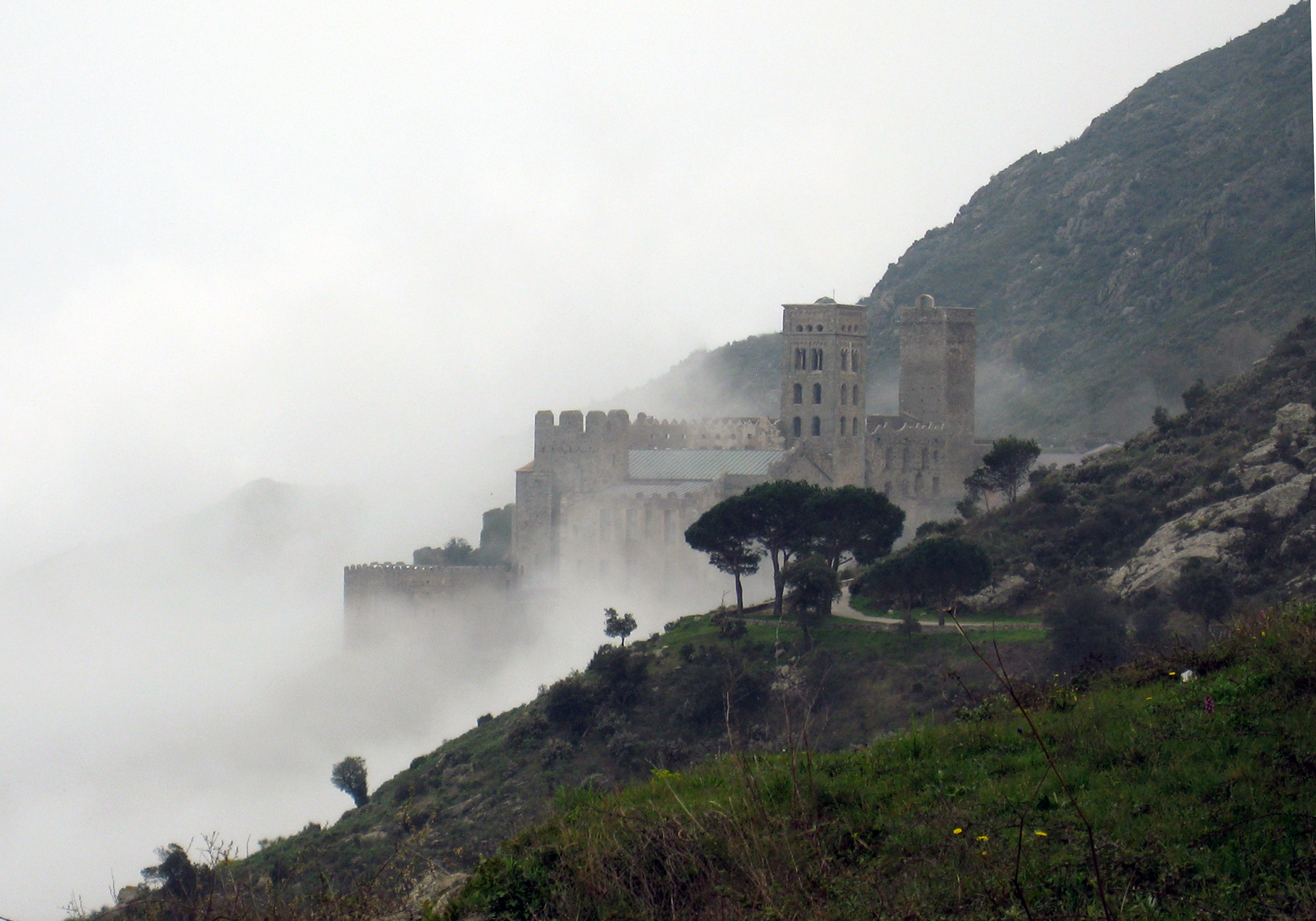
Monestir de Sant Pere de Rodes. Després de l'imperi de Carlemany, la cort no és ja el centre cultural. La ciència, l'art i la literatura procedeixen dels monestirs. Són unitats, bàsicament autàrquiques, concentrades en si mateixes, i d'àmbit rural. Tanmateix, els monjos foren els primers que ensenyaren a l'Occident a treballar metòdicament.

A finals del segle xiii, l'expansió agrària s'aturà un cop assolit el límit ecològic (les noves terres eren més dolentes, el ritme de producció per la manca d'adobs s'havia estabilitzat, la manca de boscos feu entrar en crisi la ramaderia en un moment que era important per l'adob dels camps deixats al guaret). Tot plegat incidí en un augment dels preus, agreujat per un seguit de males collites que causaren la fam (especialment virulenta fou la dels anys 1315 a 1317). I per acabar-ho d'adobar, durant els anys 1348-1349, s'estengué la pesta negra, malaltia terriblement contagiosa. La pesta fou la més extensa de les malures que iniciaren tot un seguit de «mals anys» que estroncaren o paralitzaren el creixement de moltes ciutats i viles rurals. Malgrat la recessió, moltes ciutats (París, Florència, Gènova…) creixeren en extensió durant els segles xiv i xv i les pèrdues humanes degudes a les epidèmies es van recuperar ràpidament. Per tant, la crisi urbana fou una crisi d'adaptació i de creixement.

## Antiguitat tardana. Trencament de la unitat mediterrània
La caiguda de l'Imperi Romà, l'any 476, a causa de la violenta penetració dels pobles germànics, s'inicià dos segles abans. La crisi del segle iii trencà l'equilibri establert pel fundador de l'imperi (August) per diversos fronts: els bàrbars començaren a penetrar en l'imperi en ràtzies difícils de controlar; la tècnica romangué estancada (car el sistema esclavista feia innecessària la recerca de més productivitat i eficiència en les tasques del camp); el sistema agrari esdevingué cada cop més improductiu i l'aparell de l'estat suportà una inestabilitat quasi permanent. A més, la dualitat de l'estructura econòmica del Mediterrani, que s'accentuà progressivament, permeté a l'Imperi Romà d'Orient mantenir una riquesa fonamentada en una xarxa de ciutats i en el comerç, mentre que l'Imperi Romà d'Occident sofrí un procés continu de ruralització i estancament comercial que s'accentuarà el segle v, quan l'aparell estatal romà es dissoldrà dins els regnes germànics.
Durant el segle vi, des de l'Imperi Romà d'Orient, s'intentarà la recuperació de l'Imperi Romà arrabassat pels bàrbars. Carlemany ho intentarà al cor del continent, però el procés econòmic i social no permeté que aquestes idees polítiques es duguessin a terme.
A la perifèria de l'antic món romà sorgí, durant el segle vii, una religió i una cultura que s'expandí amb una força inusitada per la península Aràbiga: l'islam. L'esclat religiós i cultural, així com l'expansió militar de l'islam repercutí enormement sobre Europa.

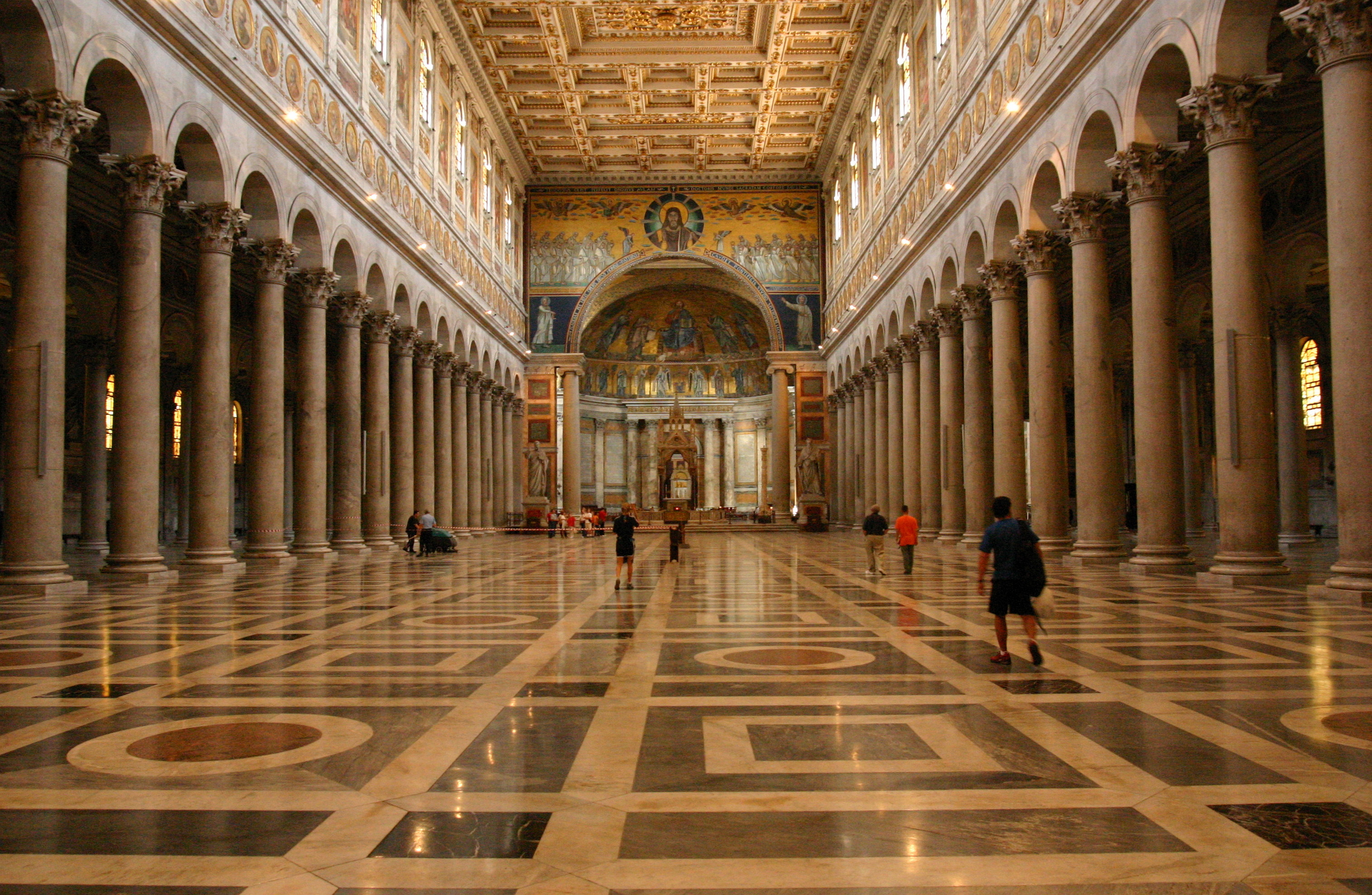
La Basílica de Sant Pau Extramurs és una de les cinc esglésies considerades com les més antigues de Roma. Les primeres basíliques segueixen el model de la basílica civil romana, perquè és el tipus d'edifici més adequat per les grans concentracions de fidels.

### Cristianisme en l'Imperi Romà
Una de les conseqüències de la crisi permanent del baix imperi fou una mutació de l'escala de valors. L'individu romà havia experimentat una contínua incertesa. S'estén una nova religió, la cristiana, que, com la resta de religions soteriològiques (mitraisme, cultes osiríacs…), proposava una autèntica praxi quotidiana centrada en la salvació i la vida eterna. Aquesta nova religió, el cristianisme, tingué també una dimensió política. Per exemple, els conversos es feien objectors i es negaven a agafar les armes alhora que renunciaven a la religió de l'imperi (culte a l'emperador, culte al genius de Roma). Les autoritats anaren reaccionant a l'expansió del cristianisme: primer van perseguir-lo, després van tolerar-lo. El 313, Constantí I el Gran, per l'Edicte de Milà, el legalitzà, i es convertí en l'àrbitre del conjunt dels bisbes. El 392, l'emperador Teodosi el declarà la religió oficial de l'imperi.
Lentament, durant el Baix Imperi Romà, l'Església Catòlica Romana es transformà en un aparell d'estat. Aprofitant el prestigi i les comunicacions centralitzades de l'antic Imperi Romà, els bisbes, caps de les comunitats cristianes, estengueren una xarxa administrativa i de comunicació. Amb la caiguda de l'imperi, l'any 476, només en restà dempeus l'organització eclesiàstica. Ben aviat, el bisbe de la comunitat de Roma començà a considerar-se el cap de totes les esglésies. El primer que formulà aquest criteri fou Gregori I (590-604), que es qualificà cap de tota l'Església i successor de sant Pere i el primer papa de Roma.

### Invasions germàniques
Entre els segles iv i v, la situació en el vell imperi anà empitjorant. A la forta crisi interna, amb devaluació constant de la moneda i pressió fiscal que va arruïnar molts municipis, cal sumar-hi la pressió a les fronteres. Constantí I el Gran incorporà els bàrbars a les legions; així, suplia les baixes de l'exèrcit i provava de reduir l'enemic. Però aquest nou exèrcit mercenari i bàrbar resultà encara més car i contraposat al model clàssic d'exèrcit de milícies ciutadanes, que sempre havien estat defensores de l'imperi. A més, deixà que els gots habitessin en terres de l'imperi a canvi del seu suport militar davant altres invasors, l'anomenat foedus got: en la pràctica, zones autònomes dins l'imperi. A la mort de l'emperador Teodosi, l'imperi es dividí en Occident i Orient. Els gots havien guanyat la batalla fonamental a Adrianòpolis, i els sueus, vàndals i alans entraven a Hispània. Masses de pobles germànics travessaven el Rin. Diverses tribus conqueriren Britànnia. Els visigots, ja cristianitzats i federats amb l'imperi, campaven per Itàlia, Gàl·lia i Hispània. El 410 saquejaren Roma. El nord d'Àfrica passà als vàndals. A mitjans dels segle v, Ravenna, la nova capital romana, ja quasi no tenia poder. L'imperi era ja una ficció. L'any 476, un poble bàrbar, els hèruls, deposà el darrer emperador romà: l'aparell politicoadministratiu de l'Imperi Romà d'Occident, ja malmès per la constant crisi dels darrers anys, deixà d'existir definitivament.
Hom calcula que, en aquesta primera fase migratòria, els bàrbars no depassaren el milió de persones, alhora que la població preexistent en tot l'eximperi devia voltar els 16 milions. Aquest fet explica que els bàrbars en llur assentament sobre el territori romà es limitessin a expropiar una part dels latifundis que posseïen els terratinents romans (hospitalitas). També produí una administració dual en tots els ordres: el dret germànic, de caràcter consuetudinari i privat, convisqué amb el Dret Romà, d'inspiració pública, aplicats ambdós a les respectives comunitats; l'administració continuà en mans dels alts funcionaris romans pel que fa als habitants de l'imperi; en la qüestió religiosa, els bàrbars es convertiren al cristianisme, a partir de la segona generació, però ho feren a l'arrianisme, de manera que hi convisqueren dues jerarquies episcopals. Tanmateix, els estats germànics, llevat del cas visigòtic a la península Ibèrica i dels francs, duraren molt poc.

### Expansió de l'Església
Amb la caiguda de l'imperi, només restà dempeus l'organització eclesiàstica, que s'expansionà per diverses vies. Una via de creixement fou el monacat, forma de vida en comú d'un grup de persones dedicades al treball manual i intel·lectual, relativament apartades de la societat i submergides en un ambient de pau i silenci. El monacat fou una forma minoritària d'enfrontar-se a la vida que permeté als cristians de viure més radicalment la seva fe dins d'una dimensió de pregària constant envers Déu. Sant Antoni, al final del segle iii, revitalitzà la vida eremítica i atenyé una gran popularitat que atragué nombrosos deixebles. Sant Pacomi (286-346) fou el primer a proposar i dur a la pràctica la vida eremítica en comú (cenobites), però qui li donà la forma definitiva fou, a l'Orient sant Basili de Cesarea (329-379), i a Occident, sant Benet de Núrsia (480-547), la regla del qual fou la guia espiritual de tots els monjos europeus posteriors. Durant els segles iv a ix, els monestirs s'estengueren per tot Europa. Als monestirs, se'ls deu noves aportacions agrícoles i que es considerés en un mateix pla de dignitat el treball intel·lectual i el treball manual (laborare et orare). Per tant, queia una de les barreres culturals que havia imposat el sistema esclavista romà: el treball ja no era considerat una activitat degradant. A més, l'Església, amb el monacat, conservà part del llegat cultural de l'antiguitat clàssica. La pacient recopilació dels monjos als escriptoris dels monestirs mantingué precàriament les eines intel·lectuals que havien bastit les civilitzacions clàssiques.
Però, en qualsevol cas, als segles vi i vii, el bisbe de Roma (el papa) veié com minvaven de manera ostensible la seva autoritat i el seu prestigi, car hagué d'enfrontar-se a la formació d'Esglésies «nacionals», la falta de control i d'uniformitat en la vida monàstica, la transformació de molts bisbes en autèntics governadors civils de les seves diòcesis, l'acaparament per les famílies terratinents més poderoses dels càrrecs de bisbe, etc. D'altra banda, la creixent superioritat intel·lectual d'Orient respecte d'Occident conduí a menysprear tot allò que procedia de Roma i la posició subordinada del papa davant l'Imperi Romà d'Orient (l'emperador romà d'Orient havia de confirmar en el seu càrrec el bisbe de Roma), i la política autocràtica de l'emperador que manejava al seu antull el patriarca de Constantinoble crearen nous problemes a la posició papal.

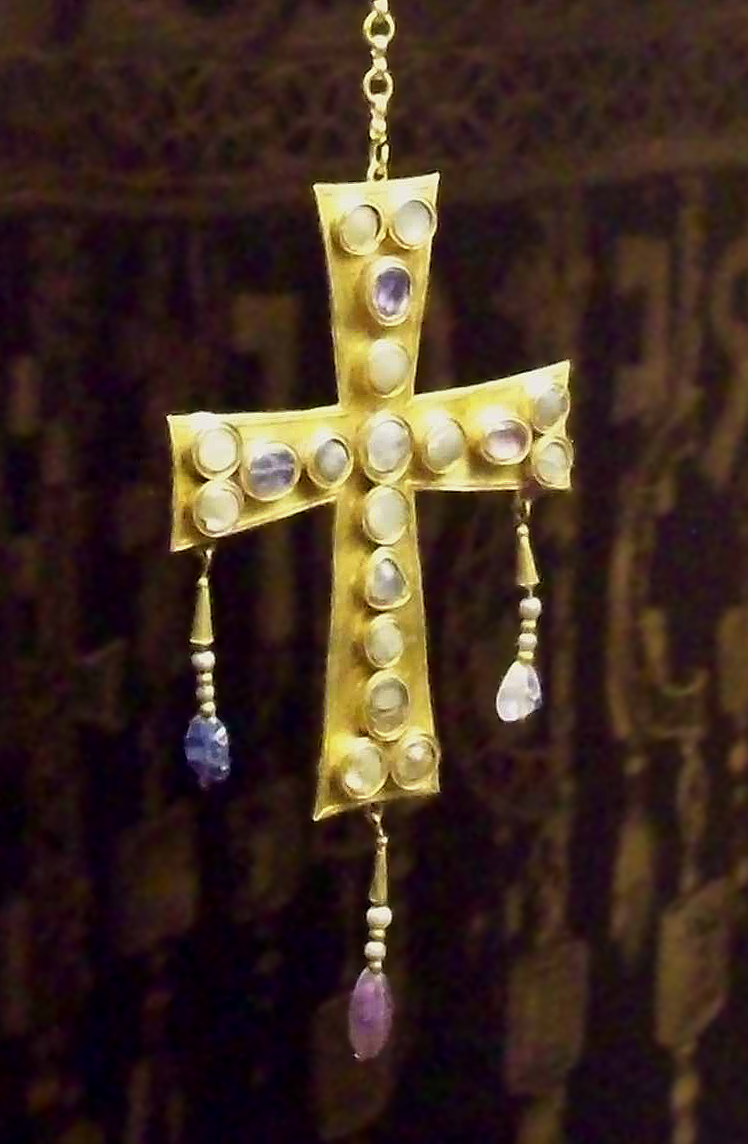
Creu visigòtica d'orfebreria,. En tot Occident ningú és capaç de representar plàsticament un cos. Tot es limita a ornamentació plana, jocs de línies i cal·ligrafia. És a l'orfebreria que pertanyen la majoria dels exemples conservats; fet que no és casual: l'art és ara un adornament i un luxe que serveix per a l'exhibició del poder i de la riquesa

### Consolidació de les monarquies germanocristianes
Durant el segle vi, es produí una segona onada invasora, més lenta i gradual, però molt més definitiva. Els tres episodis fonamentals d'aquesta segona onada foren constituïts per la conquesta franca de la Gàl·lia i l'ocupació dels anglosaxons d'Anglaterra, seguida el segle vii per l'ocupació llombarda de la península Itàlica.
Els pobles francs, els visigots i els llombards, minoritaris davant la població nadiua, van fundar els seus regnes sobre les restes de l'administració romana i tendiren a la unificació del dualisme anterior, ja que abandonaren la legislació romana i redactaren un nou codi fonamentat en les tradicions germàniques. En conseqüència, s'unificaren, de grat o per força, amb les classes terratinents d'origen romà i es convertiren al catolicisme, abandonant l'arrianisme, que havia servit per a mantenir cohesionat el grup en el període anterior. L'antiga administració imperial quedà sota l'autoritat dels monarques germànics. Els antics béns públics estatals (terres, mines, tallers, peatges…) i la capacitat de cobrar els impostos passaren a dependre dels nous governants.
Després de la invasió dels bàrbars, apareix a Occident una nova societat, amb una nova aristocràcia i una nova elit cultural. Però, en aquest procés, la cultura decau a un nivell desconegut en el món antic. La davallada no és immediata; l'economia, la societat i l'art romà desapareixen gradualment i la transició a l'edat mitjana, doncs, és gairebé imperceptible. Per un temps, perduraran les formes econòmiques romanes, com el latifundi i el colonat. Es manté l'ús de la llengua llatina, es refan ciutats destruïdes, i sobretot es manté l'autoritat de l'Església catòlica. En canvi, hi desapareixen l'administració i l'exèrcit romà. El pas cap a una cultura pagesa, que substitueixi una cultura ciutadana, comença a posar-se en marxa en els darrers temps de l'imperi. En el segle v, encara es podia trobar una aristocràcia entesa en art i literatura; però un segle després aquesta aristocràcia ha desaparegut i la nova noblesa franca estava absolutament despreocupada de qüestions culturals.

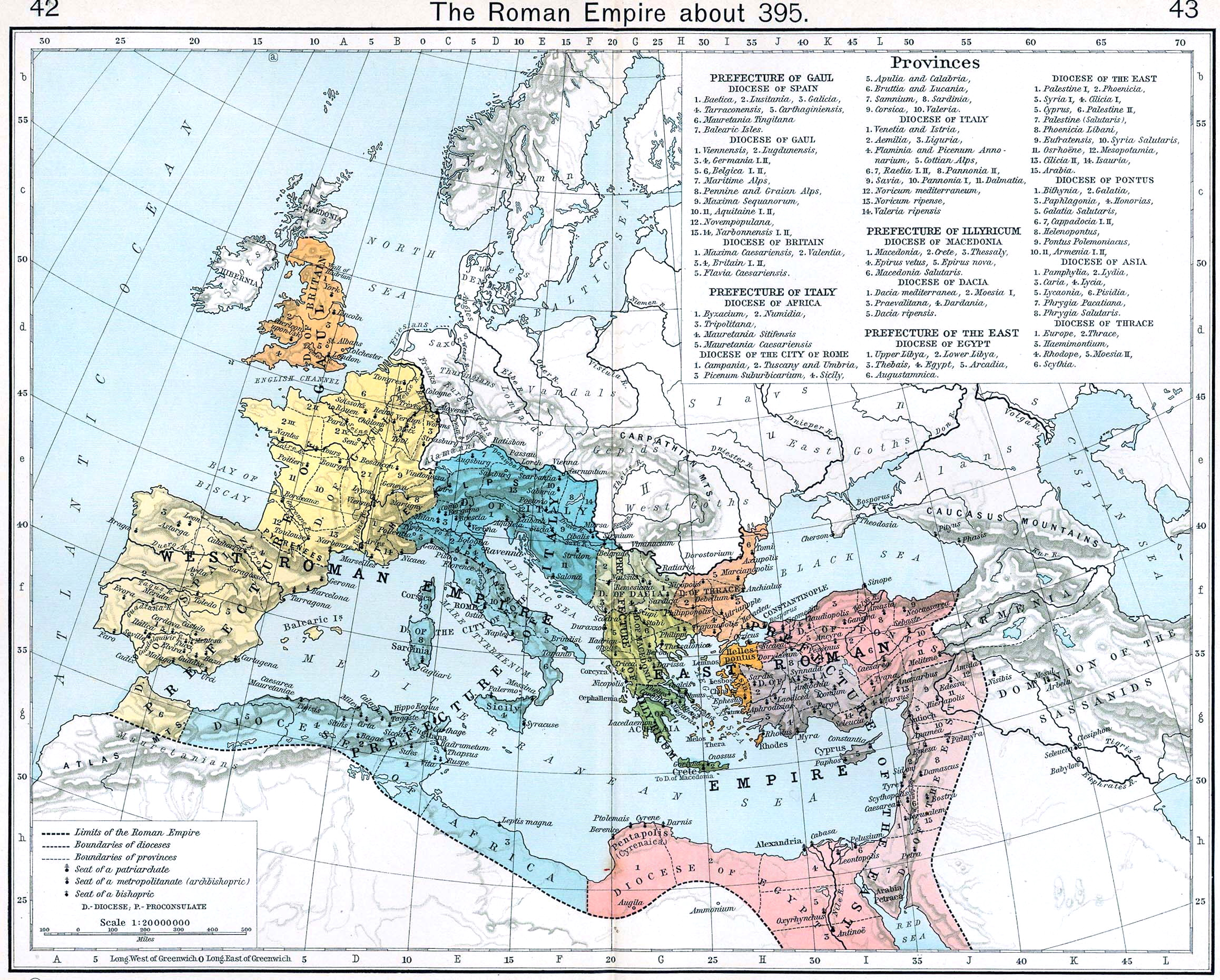
Divisió definitiva de l'Imperi Romà, any 395.

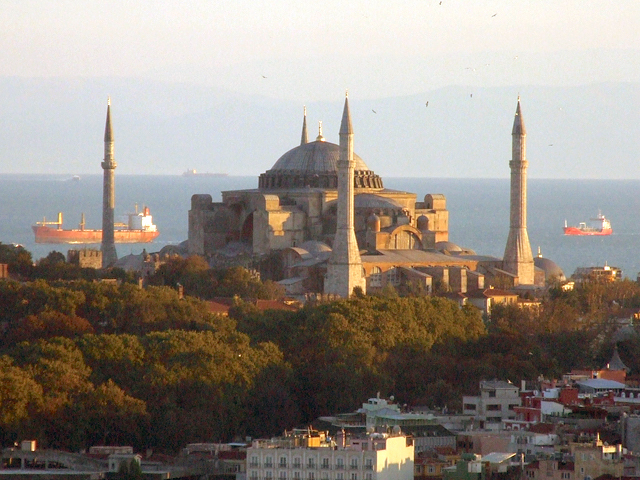
Santa Sofia de Constantinoble (532-537) resumeix les principals aportacions de l'art romà d'Orient: l'espai dilatat, el joc de volums i l'equilibri de les forces. S'intueix la grandiositat que envoltà les solemnes cerimònies oficials. Els quatre minarets són una addició corresponent a la seva transformació en mesquita, arran de la conquesta turca (1453). L'Imperi Romà d'Orient fou l'única institució política (a banda del papat) que mantingué la seva existència durant la totalitat del període medieval.

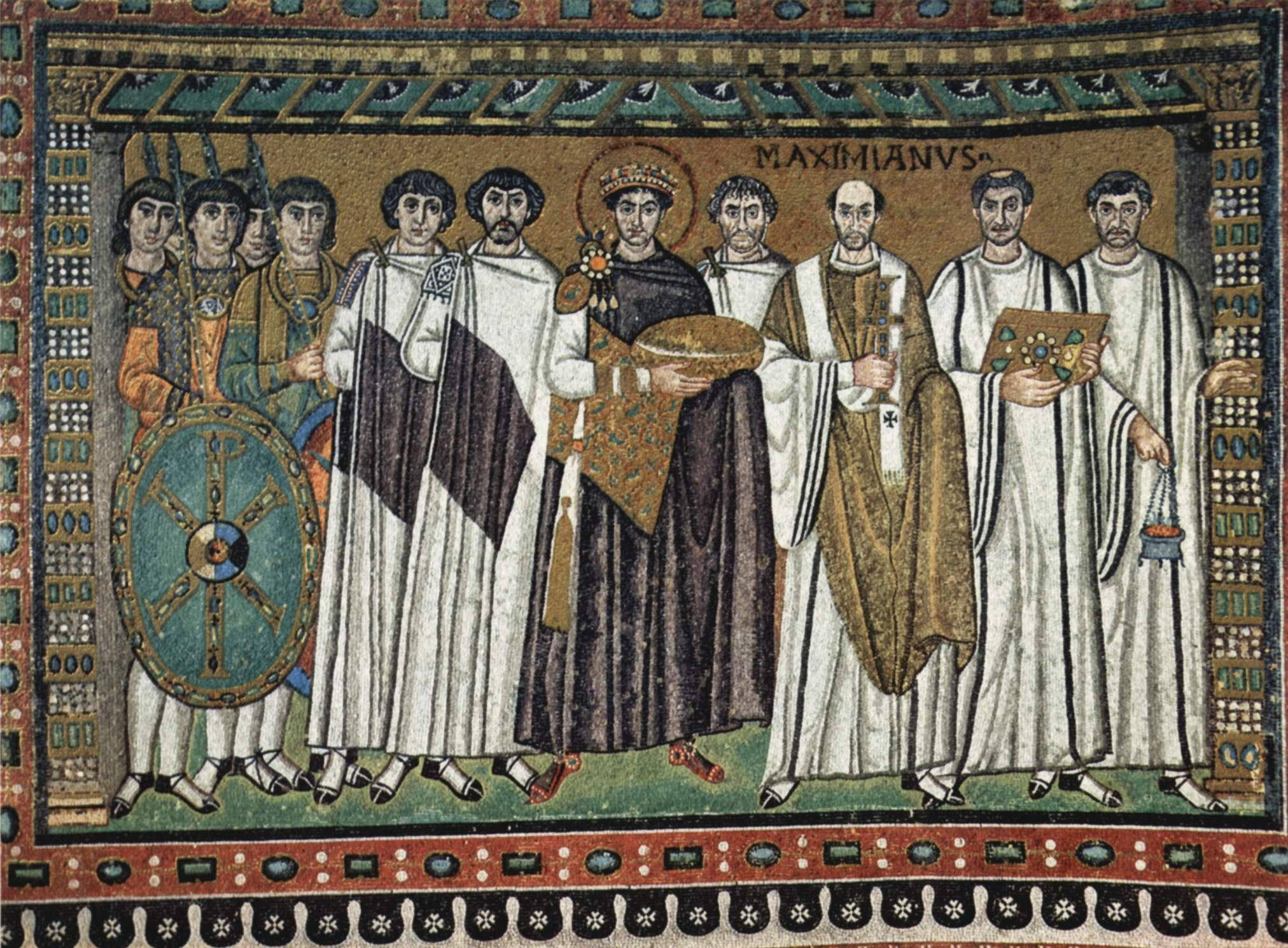
Aquest mosaic, que es troba a l'església de San Vitale, a Ravenna, representa l'emperador Justinià I. L'emperador apareix envoltat d'una aurèola per expressar el seu caràcter sagrat. Al seu entorn, hi ha personatges que representen els seus suports: Església, funcionariat i exèrcit. Les figures són immòbils, hieràtiques, imponents, i semblen transcendir els límits d'una humanitat corrent i mortal

### Imperi Romà d'Orient
La crisi del segle iii havia sotraguejat de manera considerable l'economia del sector occidental de l'imperi; mentre que, a la zona oriental, el comerç marítim, les tasques artesanals i una agricultura no sotmesa a la dominació dels terratinents havia permès una civilització urbana i una economia monetària. La pressió dels bàrbars a les fronteres ja havia portat Dioclecià, l'any 286, a la divisió política de l'imperi en dues parts: Orient i Occident; quedava a la part oriental el territori més ric i amb millors facilitats per a resistir els atacs dels bàrbars. Quan, l'any 476, l'emperador d'Orient va rebre des de Roma les insígnies imperials arrabassades pels invasors al darrer emperador romà d'Occident de facto, Ròmul Augústul, pot dir-se que, amb aquestes, hi anava el reconeixement que el centre de l'autoritat al món mediterrani era ara la ciutat de Constantinoble.

#### Base econòmica
Constantinoble, a la cruïlla del mar Negre i de la Mediterrània; d'Àsia i Europa, estava ben situada des del punt de vista comercial i militar, car des del seu port es podia controlar per terra i per mar les zones més perilloses d'Orient. A més, el veïnatge amb les fèrtils terres de Tràcia o de l'Àsia Menor oferia la garantia en el subministrament d'aliments. La idea de recuperar l'imperi perdut sorgí força vegades durant la història, la més important de les quals fou al segle vi, sota el regnat de l'emperador Justinià I (527-565).
La base econòmica, la constituïen la riquesa de la terra i el comerç d'exportació, tant d'articles de luxe (teixits, especialment la seda, sola o amb brocats d'or i plata; seguida de peces fines de llana, cotó i lli) com de tecnologia (entre els segles V i X, Constantinoble exportà la cúpula sobre base quadrada a tot Europa, per exemple). Aquest comerç donà a les arques de l'estat un superàvit constant i una balança de pagaments comercials favorable. Reflex d'això fou la fermesa de la moneda romana d'Orient, el sòlid romà d'Orient, el valor del qual (4,55 grams d'or) es mantingué pràcticament inalterable des de la seva creació per Constantí, fundador de la capital de l'imperi, fins al segle xii i constituí el que avui és el dòlar o l'euro en el món dels intercanvis de l'època.

#### L'imperi en temps de Justinià (527-556)
En època de Justinià I, i abans de l'allau musulmana, l'àrea mediterrània tornà a ser unificada des de Constantinoble. El triomf militar fou espectacular, però efímer. La tasca de més repercussió històrica, però, consistí en la recopilació de l'obra jurídica romana. Justinià encarregà al seu ministre de justícia Tribonià que recopilés la reglamentació romana en un sol codi, acabat el 529, que rebé el nom de Codex Iustinianeus. Després, es recopilaren les sentències (l'anomenat Digest o Pandectae, és a dir, l'obra que ho conté tot). Juntament amb les Institutiones i les Novel·lae (lleis noves) formaren el Corpus Iuris Civilis.

#### La descomposició de l'imperi
La pèrdua del domini absolut sobre la Mediterrània al segle vii, l'expansió de l'islam i els canvis en l'agricultura, el comerç marítim i l'exèrcit portaren a la descomposició de l'imperi. Les causes profundes de la descomposició de l'imperi foren: els enfrontaments religiosos (iconoclastes/iconòduls; monofisites/ortodoxos…), els enfrontaments amb l'islam als segles vii i viii, que tallaren el gran comerç mediterrani, la dependència de l'imperi respecte dels mercaders venecians i l'exigència de fons estatals elevats per pagar els mercenaris de l'exèrcit. La ruïna de l'estat, la feudalització del camp i el despoblament rural posaren fi a l'imperi. La caiguda de Constantinoble (1453) posà fi al vell Imperi Romà d'Orient.

### L'islam a l'edat mitjana
L'esclat religiós que unificà culturalment la part del món actual que va des de Djakarta a Samarcanda passant per Lagos nasqué al principi del segle vii a la península Aràbiga. Aquesta península tenia una organització social fonamentada en els clans, les tribus i el sistema de valors que comportava la vida difícil del desert. Les religions dels diversos grups eren politeistes i animistes. La cultura no vivia aïllada gràcies a una intensa activitat comercial i, per tant, coneixien les religions cristianes, hebraiques i mazdeistes. Sobre aquest substrat, fou bastida la religió més jove de les religions monoteistes revelades, l'islam, fundada per Mahoma.

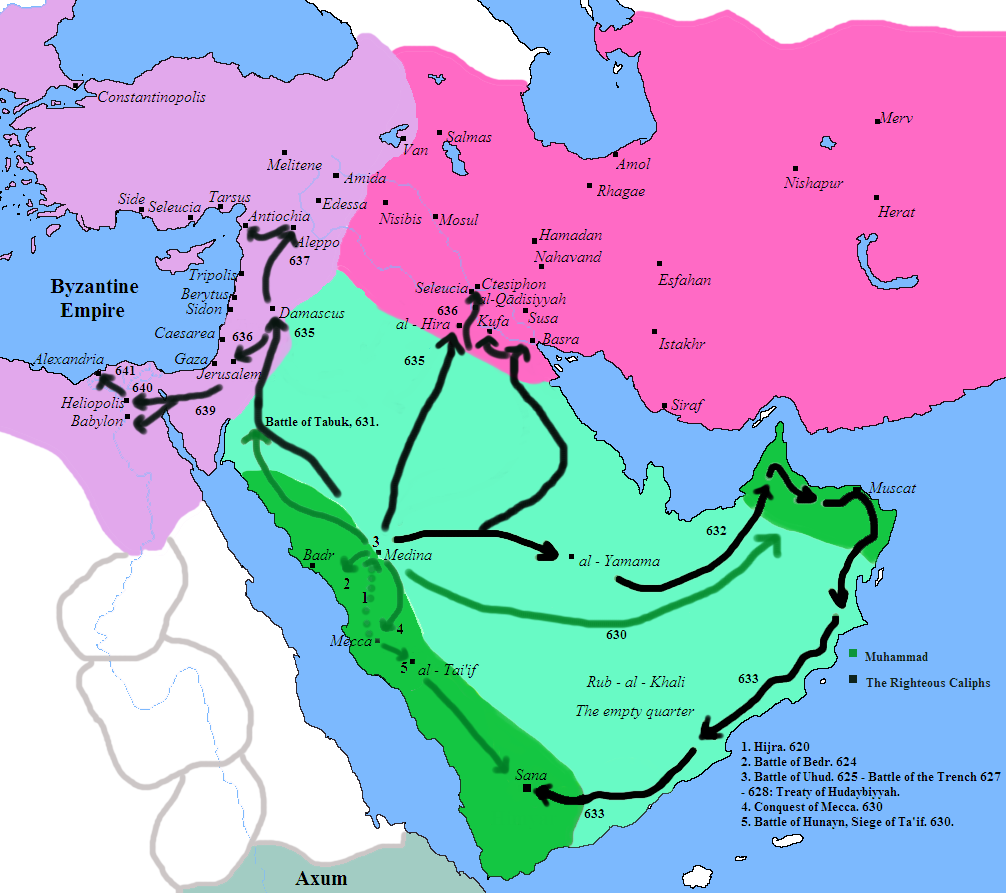
Expansió de l'islam (630-641)

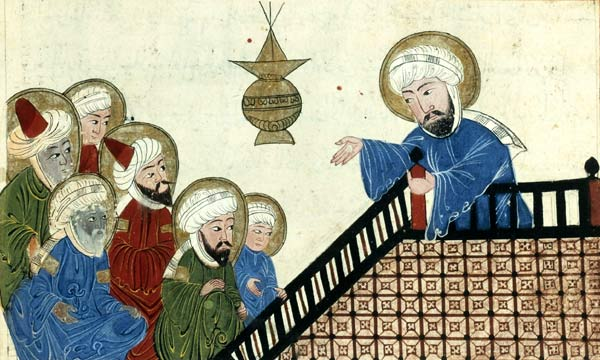
Il·lustració del que pertany a una còpia d'un manuscrit d'Al-Biruni. Representa Mahoma predicant a La Meca

#### Expansió de l'islam
A partir de l'any 634, l'islam sobreeixí el marc geogràfic àrab. El 656, tot l'Imperi Persa restà sota domini islàmic, mentre que l'Imperi Romà d'Orient hagué de cedir Armènia, Síria, Palestina, Egipte, Líbia i Tripolitània, on els musulmans foren rebuts, sovint, com a alliberadors a causa de la violenta imposició de l'ortodòxia pels emperadors romans d'Orient. Els successors de Mahoma, els califes, ja no eren només cabdills religiosos, sinó que havien esdevingut monarques d'un immens imperi.
Abans de la desaparició de la primera nissaga califal, els omeies (661-750), l'islam comprenia tot el nord d'Àfrica i la Hispània dels gots (711-721) a l'oest; a l'est arribà fins a les ribes de l'Indus i al sud de les estepes asiàtiques (715). L'avenç es perllongà durant la resta de l'edat mitjana i part de l'edat moderna amb l'extensió per les estepes d'Àsia, el nord de l'Índia, Indonèsia i l'Àfrica negra.
Tanmateix, l'Imperi Romà d'Orient resistí l'envestida dels musulmans, si bé que amb una gran reducció del seu espai territorial. Els musulmans, al seu torn, un cop ocupat el nord d'Àfrica, quedaren retinguts a la línia dels Pirineus, cap a mitjan segle viii. Carlemany els foragità de l'antiga Tarraconensis a finals del segle viii i principis del ix (conquesta de Barcelona l'any 801).

#### La intensa activitat comercial del món islàmic
Les bases materials de la civilització islàmica foren el comerç a llarga distància. El centre comercial del món musulmà fou el golf Pèrsic, des d'on els mariners islàmics arribaven fins a l'Índia. Els més agosarats aconseguiren arribar a les costes del sud de la Xina. Allí, aprengueren a emprar la brúixola i el timó de codast. Des d'aquestes terres orientals, desconegudes a l'Occident, els musulmans importaren principalment teles, seda, pedres precioses, paper i fusta per a construir vaixells. Encaminades vers Bàssora i Bagdad, aquestes mercaderies eren transportades per caravanes a través dels deserts d'Anatòlia i de l'Orient Mitjà fins a Constantinoble o fins als ports mediterranis d'Alexandria, Antioquia, Tir, etc., que eren freqüentats des del segle xi per comerciants de la península Itàlica. El comerç també fou freqüent en direcció al cor d'Àfrica, d'on portaven or, vori i esclaus negres; i també comerciaren amb el món eslau, d'on importaven ferro, pells i cuir. Així, els territoris controlats per l'islam abastaren gairebé la totalitat de les rutes comercials actives de l'edat mitjana.
Conseqüència d'aquesta intensa activitat comercial fou la consecució d'una estructura econòmica monetària i urbana. Els musulmans foren grans constructors de ciutats. La ciutat islàmica es bastí al voltant de la mesquita. Al seu entorn, es construïen els habitatges, el palau del governador i els mercats. La demanda de productes era satisfeta per artesans que hi comercialitzaven la producció pròpia o per la producció dels tallers dependents de les administracions dels emirats o dels califats. Tot quedava encerclat per una muralla de protecció. L'activitat d'artesans i comerciants era viva i admirà els pocs estrangers occidentals que visitaren les poblacions islàmiques. Ciutats com Bagdad, el Caire, Kairuan, Fes, etc., arribaren a tenir, abans de les croades, una població vint vegades més nombrosa que la majoria de les ciutats occidentals.
Aquesta activitat urbana i comercial es basà en una agricultura intensiva allí on hi havia possibilitats de regadiu, les tècniques del qual copiaren dels llocs que conegueren durant la seva expansió. Ben al revés del que passava a l'Occident feudal o als territoris no costaners de l'Imperi Romà d'Orient, als dominis islàmics les explotacions agrícoles tendiren a l'especialització en funció de les necessitats del mercat urbà. Així, el propietari musulmà tendí a establir-se a la ciutat on s'aplegava la vida econòmica i social. L'agricultura musulmana estigué dedicada a la producció de llegums i de fruiters, de plantes orientals (arròs, canya de sucre, moreres per a la cria de cucs de seda, albercoquers, presseguers, etc.) que, de mica en mica, i a través de la península Ibèrica, arribaren a l'Occident cristià. També conrearen la vinya, malgrat la prohibició alcorànica, car aquesta no afectava els altres pobles.
Les croades, primer, i les invasions dels tàrtars després, van afeblir el món musulmà, que va revifar sota el domini dels turcs otomans, els quals arribaren a ocupar els Balcans i a amenaçar la ciutat de Viena. Els musulmans foren expulsats de la península Ibèrica a la fi de l'edat mitjana.

#### La civilització islàmica com a síntesi de cultures
En l'àmbit cultural, la civilització islàmica constituí una síntesi i fou transmissora dels coneixements procedents de diverses cultures i avançaren en camps tan importants com el de les matemàtiques, la medicina i la filosofia. Desenvoluparen l'àlgebra i aportaren la notació decimal i el zero (d'origen indi). També van desenrotllar les tècniques de navegació d'origen; fou el cas del model de centres educatius planificats pel kan il-kànida de Pèrsia, Mahmud Ghazan (1271), després de convertir-se a l'islam, per tal de perpetuar el seu bon nom.
L'islam permeté que cultures abans separades entressin en contacte estret. El fet que l'àrab esdevingués llengua universal de l'islam, a causa de l'expressa prohibició de traduir l'Alcorà, serví de lligam de cultures distants. Ben aviat, iniciaren el conreu d'una brillant literatura àrab (poesia, novel·la, llibres de viatges, contes, història…). De mica en mica, l'àrab desplaçà el grec com a llengua culta; tot i que l'islam la conservà i estudià, especialment la ciència. Destacaren els Contes de les mil i una nits, en què es barregen influències populars índies, perses i egípcies.
Atès que l'art de la imatge no fou gaire representat fins a l'època turca, l'obra d'art prototípica fou la mesquita. Aquest edifici, de planta rectangular, continuà la tradició romana d'Orient, que consistia a concentrar tots els efectes estètics a l'interior, mentre que descurà l'exterior, on s'adverteix directament el material de construcció. La decoració solia ser abstracta, geomètrica o vegetal. Les mesquites més importants de les primeres etapes de l'islam són la mesquita d'Al-Aqsa, a Jerusalem, la Mesquita Sagrada de la Meca, la gran mesquita de Kairuan, a Tunísia i la mesquita de Còrdova, a Andalusia. Altres edificis de tipus religiós són les madrasses i les tombes fortificades (tomba de Tamerlà a Samarcanda), mentre que en arquitectura civil destaquen els palaus dels sobirans (al-Madina az-Zahrà a l'Àndalus, el palau de Topkapı a Istanbul, l'Alhambra de Granada), les albergueries, els hospitals i els banys públics.
En arts aplicades, assolí un gran desenvolupament la ceràmica, profusament decorada amb varietat de motius i formes. La miniatura que il·lustrava els llibres també adquirí un gran nivell de qualitat, així com la cal·ligrafia. Els tapissos, les catifes i altres tipus d'objectes industrials com arquetes i pots per a guardar joiells o perfums, generalment d'ivori, foren importants en l'art i en el comerç. En les arts aplicades, es denotà una forta influència de l'art persa, amb dibuixos estilitzats d'animals o vegetals enfrontats. En aquests dibuixos i en les miniatures, sí que apareix la figura humana i són freqüents les representacions del Profeta, encara que sovint sense rostre.

### L'Imperi Carolingi
El Nadal de l'any 800, Carlemany, rei dels francs, un cop assolida la unificació de tota la Gàl·lia, la Llombardia, la Saxònia, la Frísia i la Gòtia, fou coronat emperador pel papa Lleó III. Era el primer cop de la caiguda de l'Imperi Romà ençà que algú tornava a emprar aquest títol, però aquest nou imperi distava molt de ser la monarquia universal, ans al contrari, fou el punt de partença del procés que conduí a la formació del feudalisme europeu.
Tota l'administració de l'Imperi Carolingi se centralitzà en l'emperador i en una cort sense residència fixa. Alhora, Carlemany emprengué una reforma administrativa dividint el territori de l'imperi en grans circumscripcions, els comtats (uns 200), al capdavant dels quals posà un funcionari extret de la noblesa franca, el comte, delegat de l'emperador, unit a ell mitjançant un jurament de fidelitat. La seva missió era administrar justícia, percebre impostos, reclutar tropes i rebre els juraments de fidelitat que vinculaven les persones lliures del comtat a l'emperador. El territori comtal solia dividir-se en vegueries en què actuava, en representació del comte, el veguer. Les fronteres de la circumscripció administrativa reberen el nom de marca, al capdavant de la qual hi havia un cabdill militar, el marquès. Però el control del comte o del marquès no era absolut, car dins d'aquest podien existir bisbats o monestirs i propietats alodials, els titulars dels quals estaven vinculats directament a l'emperador i gaudiren de facultats semblants als comtes. Prop de l'emperador, restaven els missi dominici (missatges del senyor, és a dir, de l'emperador), amb funcions d'ambaixadors volants amb plens poders per a resoldre els nombrosos problemes que s'anessin plantejant i per a controlar l'activitat dels comtes.
Pel que fa a la cultura, Carlemany creà una escola al mateix palau d'Aquisgrà, la capital de l'imperi, on sistematitzà les matèries d'estudi, que foren agrupades en tres nivells: el trivium (gramàtica, retòrica i dialèctica), el quadrívium (aritmètica, geometria, astronomia i música) i la teologia, o ciència de Déu, culminació de tot el saber.
Tanmateix, el somni imperial resultà impossible per la profunda ruralització del territori, per les amenaces exteriors (pressions musulmanes, magiars i vikingues) i, sobretot, per la manca de diners a causa del col·lapse del comerç. A causa de tot això, l'emperador no podia pagar els càrrecs administratius i, per cobrir les despeses dels serveis públics, assignà als comtes i marquesos una renda extreta de la terra que els era confiada per governar. De mica en mica, sobretot a partir de la mort de Carlemany, les discòrdies internes esquarteraren la unitat de l'Imperi Carolingi i els antics funcionaris privatitzaren la seva funció pública —administració, justícia i govern general d'un territori— i la transmeteren en herència als seus fills. Sorgí, així, un nou estament dirigent de terratinents, que explotà els seus territoris conreats per pagesos, la majoria dels quals restaren adscrits al territori, i en conseqüència es venien i es compraven juntament amb la terra. Els càrrecs públics i les terres administrades foren considerats com a propietat privada, mentre que els esclaus i els pagesos lliures anaren transformant-se en serfs adscrits a una terra que treballaven per a ells en una petita part i per als senyors propietaris en la major part. Un segle després de la mort de Carlemany, la major part dels comtats s'havien tornat petits estats autònoms. Havia començat el feudalisme.

## L'Europa feudal (seglesviiiax)
Entre els segles viii i x, a l'Europa occidental cristiana es consolidà un sistema econòmic i polític heterogeni que, pels seus trets comuns en l'economia i la societat, es coneix com a feudalisme. La feudalització significà una privatització del poder: «els drets del poder públic acaben per acusar un caràcter patrimonial, i els costums, entesos en el sentit de drets del poder públic, es converteixen en objecte de transaccions». Portada la situació al límit, pot afirmar-se que la societat feudal retalla i fragmenta el poder públic. Fins a començaments del segle xii, assistim a la reducció progressiva de l'autoritat pública; mentre que, després, en el període següent, durant el qual comencen a constituir-se els estats, assistirem a una recuperació del dret públic.

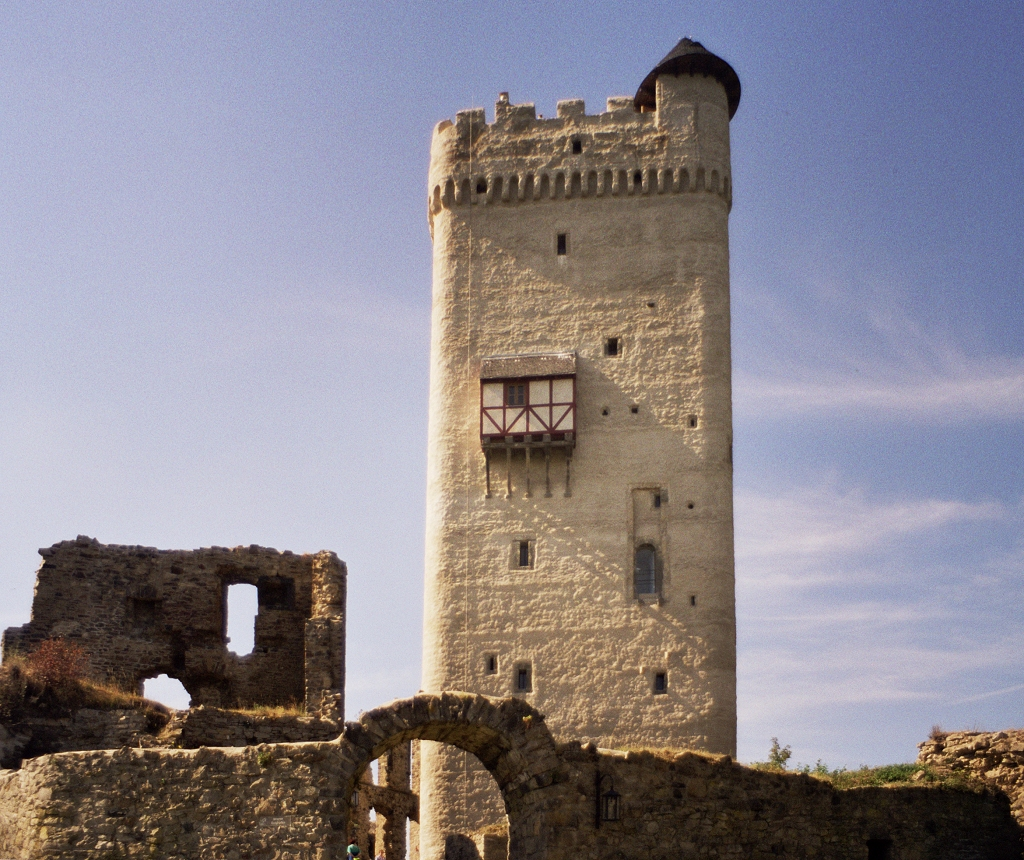
Torre de l'homenatge del castell d'Olbrueck, Alemanya. La torre de l'homenatge (o torre mestra) és la torre més alta del castell, màxim exponent de l'autoritat del senyor; que pot servir de residència, d'últim refugi, de torre de vigilància o d'habitatge per a la guarnició

### La revolució feudal
En els decennis que emmarquen el segle x, es perfila la revolució feudal, en relació amb la ruralització de la vida social organitzada. La cort feudal substitueix la ciutat com a model vertebrador de la societat.
Tres segles després de la caiguda de l'Imperi Romà d'Occident, el món grecoromà havia estat abolit de l'Occident europeu. Occident es barbaritzà, perquè els germànics, tot i admirar i voler imitar la grandesa romana, no compartien el concepte de res publica, clau per a entendre la política de l'edat antiga. Des de la cort fins al darrer funcionari, passant pels grups professionals i religiosos, de la ciutat i del camp, s'observa la privatització de l'estat i de la societat. En les tribus bàrbares, sorgeix un estat de nova planta: el poder té un origen màgic, diví i guerrer, exercit pel rei, cap de guerra, i pels guerrers lliures; l'amalgama inestable se sosté sols en la victòria militar. El ciment d'aquesta organització, sense domicili fix ni estabilitat assegurada, no és, com a Roma, la idea de bé comú, sinó més aviat l'aglomeració d'interessos privats dins d'una associació provisional dissolta automàticament per la victòria. El rei és vist com a amo del botí i de la terra conquerida, a la seva mort tots els seus béns, com si fossin una propietat privada, es divideixen entre els seus hereus a parts iguals. És el principi de la patrimonialitat del regne.
Fins i tot Carlemany tenia previst repartir, l'any 806, l'imperi entre els seus tres fills. Només l'atzar, que volgué que dos dels fills morissin abans que el primogènit, Lluís el Pietós, permeté la unitat provisional de l'imperi. Però les lleis germàniques confonien inconscientment el domini públic i el privat; la primacia de l'oralitat en la justícia la convertia en quelcom eminentment personal i subjectiu perquè només coneixien la llei els especialistes. A més, cadascú era justiciable segons el seu origen (visigot, franc…). El personalisme de les lleis reforçava la fragmentació social i sostreia la justícia de qualsevol caràcter universal, punt fonamental de la llei romana aplicable a tots els ciutadans de l'imperi. Per tant, la generalització del dret privat a expenses del dret públic és una innovació germànica.
La revolta dels quadres carolingis a partir de 840 i el seu acaparament dels drets reials desembocà en el feudalisme. A partir de 950, es multipliquen les fortificacions feudals: és a dir, l'autoritat es fracciona en múltiples cèl·lules autònomes, al capdavant de cadascuna hi ha un cabdill que té a títol privat el poder de manar i de castigar; i explota aquest poder com una part del seu patrimoni hereditari.
En la gestació d'aquest model convergiren diversos factors determinants:
- Una economia agrària en règim d'explotació senyorial.
- Una marginació d'amplíssimes zones agrícoles respecte dels grans circuits comercials i monetaris. A partir del segle viii i a causa, en part, de la penetració musulmana per la Mediterrània, els grans mercats, basats en el tràfic de mercaderies entre Orient i Occident, deixen d'existir. La progressiva ruralització de l'economia, la seva degradació, comportà l'autarquia econòmica i l'aturada del flux monetari. En conseqüència, l'economia es basà en la producció agrària autàrquica. La manca de comerç provocà que els feus s'autoproveïssin, convivint en el seu si les explotacions agràries i els tallers.
- Un aïllament dels centres de poder respecte als seus subordinats. La ruralització s'oposà a la concepció del món antic, vertebrat entorn de l'hegemonia de la ciutat (polis, urbs) sobre el camp. La ciutat havia estat l'òrgan administratiu i burocràtic de Grècia i Roma. A partir de la crisi del segle iii, la decadència de la ciutat s'accentuà i la població sofrí un desplaçament vers el medi rural aïllat.
- En darrer lloc, una organització social fonamentada en cadenes de fidelitats personals. Els reis no podien disposar d'exèrcits permanents per manca de diners i havien de comptar amb l'adhesió incondicional dels seus vassalls, la qual era conservada amb la concessió de terres i privilegis. Aquesta pèrdua de poder reial provocà, doncs, l'aparició de vincles recíprocs de fidelitat en què el monarca no era un sobirà suprem situat per damunt dels seus súbdits: era senyor dels seus propis dominis, i a la resta era, en certa manera, una figura cerimonial. Aquest sistema polític de fragmentació de la sobirania impossibilità l'aparició d'un extens aparell administratiu permanent per a imposar el compliment de la llei. A més, el poder polític s'identificà amb la funció judicial d'interpretar i aplicar les lleis existents. El rei, incapaç de recaptar impostos, administrar justícia i preservar l'ordre públic en els seus territoris per la manca d'exèrcit, administració i jutges, deixà aquests deures en mans dels nobles. És a dir, a la possessió de la terra, s'afegí, en el segle ix, la jurisdicció sobre els seus habitants… La manca d'un dret públic possibilità la complexa jerarquia de vincle personal, fonament juridicopolític del món feudal. El vassallatge fou, doncs, un tipus de relació que s'estableix entre dues persones lliures, una de les quals (vassall) promet a una altra (senyor) fidelitat i serveis a canvi de protecció i manteniment. En un principi, fou concebuda com un vincle personal, però aviat perdé aquest caràcter en generalitzar-se la possibilitat que un individu pogués rebre feus de diferents senyors. El vincle de vassallatge durava tant com la vida dels que l'havien contret.

### L'economia d'Occident abans de l'any 1000

#### L'agricultura: produir per consumir
L'Occident europeu tenia, als segles vi i vii, una densitat de població estimada de 5 a 6 habitants per km² a la Gàl·lia i a Hispània, un poc més al nord d'Itàlia, i només de 2,3 a la Germània. El predomini de boscos i les pastures, la manca d'estris agrícoles i de braços per a treballar la terra expliquen la ruralització d'Occident. Les ciutats s'havien despoblat i, excepte alguns territoris de la península Ibèrica i de la Itàlica, la població no superava els sis mil habitants. Es construïa poc i s'aprofitaven materials d'antany.
La civilització medieval era quasi exclusivament rural. Tothom vivia una existència dominada pel cicle dels treballs agrícoles i la seva subsistència depenia de la terra, de la qual obtenien tots els recursos. Era una economia de subsistència dominada per la satisfacció de les necessitats alimentàries, i malgrat el protagonisme de la terra, aquesta tenia un rendiment extremadament dèbil. A la caiguda de l'Imperi Romà d'Occident, deixà de practicar-se el conreu intensiu i el guaret esdevingué universal. Al nord d'Europa, la humitat de la capa superficial del sòl permeté la rotació triennal dels conreus i obligà a la utilització d'una arada pesant, amb la fita de conrear terrenys més espessos i treballar la terra amb més profunditat; però, a causa del seu cost, només fou viable en sistemes d'explotació comunal. En canvi, a l'àrea mediterrània, on s'ha d'intentar preservar la humitat, el sistema de rotació triennal no tingué utilitat perquè els cereals no es poden plantar a la primavera (s'assequen abans de la collita); la manca de civada consegüent provocà una manca de bestiar i d'adob natural per a fertilitzar la terra i, per tant, un procés de desforestació dirigit a cercar un suplement d'alimentació per al bestiar. L'ús de l'arada lleugera, sense rella, tenia una eficàcia molt limitada per la seva poca penetració en la terra, fet que comportà un sistema de rotació biennal, perquè cada camp no donava més que una collita cada dos anys. Amb tot, però, moltes terres no podien mantenir aquest ritme de producció i havien d'abandonar-se al cap d'alguns anys. Per compensar aquesta pèrdua, es guanyaren altres terres per al conreu mitjançant l'arrabassament o crema de boscos.
Per tant, l'agricultura era devoradora d'espai, extensiva, seminòmada i dedicada a l'autosuficiència, inclosa la manufacturera. Els propietaris acostumaven a ser la noblesa nativoromana, els magnats germànics i els grans monestirs. L'explotació fonamentada amb esclaus minvava, mentre augmentava el treball de pagesos, als quals es pagava cedint-los un tros de terra per a la seva subsistència. Per raons de seguretat, els pagesos s'encomanaven a la protecció d'un terratinent patró i la seva situació gairebé no diferia de la de l'antic colon o de la del futur serf.
Els rendiments dels conreus, sobretot el dels cereals, eren molt baixos: un gra de sembrat en generava de dos a quatre i, fins i tot, menys de dos grans. La productivitat era baixa i es volgué compensar amb conreus extensius. En aquestes circumstàncies, es produïren grans mortaldats a causa de manca d'alimentació. La fam a Occident abans de l'any 1000 era quelcom habitual a la Germània i a les Gàl·lies

#### La manca d'una estructura comercial i urbana
El retorn a l'estructura comercial i urbana de l'Imperi Romà esdevingué impossible. Les ciutats es convertiren en petits centres rurals i l'economia es transformà en un sistema de producció per a l'autoconsum.
Els intercanvis comercials, entre els segles VI a X, disminuïren a Occident i a les terres interiors fou estrany l'ús de monedes en les transaccions mercantils. Les grans explotacions agràries orientaven la producció al consum propi i, si hi havia excedents, acostumaven a ser adquirits pels pagesos de la zona que anaven al nucli de l'explotació (villa) a bescanviar productes. La manca d'un poder públic ben organitzat i que mantingués les infraestructures viàries produí que el comerç només es pogués fer per via fluvial o marítima. A més a més, el bandidatge feu que només un comerç d'articles molt cotitzats justifiqués l'organització i el manteniment de transports a llarga distància. En conseqüència, a l'interior d'Occident, només subsistiren els mercats d'aquelles ciutats que eren seu de rics compradors (reis, comtes, bisbes) o les que eren centres de redistribució d'una ruta comercial de productes d'alt interès, com fou el cas de la sal.
En aquestes condicions, tota inclemència climatològica esdevenia catastròfica. Una mala collita provocada per excessives pluges, gelades, plagues…, produïa una baixada del rendiment per sota el mínim necessari per a la subsistència: la fam i les epidèmies n'eren les conseqüències lògiques. Les periòdiques crisis de subsistència foren una constant de l'economia medieval.

### Els sistemes de propietat de les terres
Els sistemes de propietat de les terres fonamentals eren l'alou, la tinença i el feu.
- L'alou era el domini ple i lliure, franc de serveis i de tota prestació real o personal, sobre béns immobles que diferia del que hom tenia en feu o en emfiteusi.
- La tinença sorgí de la fragmentació del gran domini alodial, que constituí l'inici del benefici o honor comtal. El concepte de tinença també s'aplicà al lot del domini que el propietari lliurava a un conreador lliure perquè hi visqués amb la seva família i li donés certs serveis a canvi. El primer sentit en fa referència al benefici que el príncep atorgava, a canvi de serveis, als vassalls per exercir funcions de govern en nom seu. En el segon, la tinença menor era el mansus, o parcel·la habitada per la família camperola, que es conreava els dies de la setmana que no s'havia de donar servei al senyor feudal i proporcionava les bases de subsistència al camperol i la seva família (la mitjana francesa d'aquesta extensió era de 13 ha).
- El feu era l'extensió de terra que posseïa una persona lliure, per concessió del senyor, a canvi de declarar-se vassalla d'aquest i obligar-se a determinades càrregues que es pagaven en serveis o en espècies, entre els quals figuren en lloc destacat el servei militar.

Aquestes tres formes de possessió de la terra principals es trobaven barrejades en la senyoria territorial. Aquesta senyoria o gran domini estava dividit en la reserva senyorial (terra indominicata), que era el centre de l'administració del domini i residència de la família senyorial. Tenia dues funcions: lloc de les edificacions (magatzems, forns, molí, farga) i el terreny que proporcionava els aliments més freqüents. En segon lloc, hi havia un ampli espai de bosc i terres comunals d'on es treia la fusta per a les construccions i la calefacció, així com el complement alimentari del bestiar. Les collites i productes de la reserva eren íntegrament del senyor. Els camperols estaven obligats, tres dies a la setmana, a conrear les terres, arreglar els camins, contribuir a les fortificacions, i podien aprofitar els prats i la llenya del bosc; així mateix, estaven obligats a emprar el molí, el forn, la ferreria o qualsevol instal·lació del senyor, amb previ pagament de certs drets en espècies.

### L'art preromànic a l'Europa occidental
L'art que es desenvolupà a Europa occidental en el període que va des de la caiguda de l'Imperi Romà fins al segle xi fou el preromànic. Tanmateix, no fa referència a una unitat estilística, sinó només a una situació cronològica que, llevat del període carolingi i en global, fou de retrocés artístic.

## La plena edat mitjana (seglesxiaxiii)
A partir del segle xi i en el vessant central i atlàntic d'Europa, es comencen a produir esdeveniments que, de mica en mica, aniran modificant-lo. En efecte, a partir de l'any 1000, es produí un augment demogràfic i econòmic, que tingué com a conseqüències més notables l'augment de les ciutats que ja existien i la creació de noves; la reactivació del comerç i de l'intercanvi monetari; i, finalment, un canvi ideològic. En aquest període, el llatí recuperarà la literatura clàssica i la filosofia grega, especialment Aristòtil. Les primeres universitats, establertes a les ciutats més importants d'Europa des del 1080, renovaren l'interès per la recerca en ciències. L'alfabetisme començà a créixer. Es construïren enormes catedrals, primer d'estil romànic, i poc després d'estil gòtic.
Les croades a Terra Santa, si bé aconseguiren el seu propòsit de recuperar per al cristianisme aquests territoris sagrats només de manera temporal, sí que serviren per a canalitzar les ànsies guerreres de la petita noblesa. A la península Ibèrica, es començà l'anomenada conquesta dels territoris d'al-Àndalus.
Els segles xii i xiii també foren segles d'innovacions en els mètodes tradicionals de producció que permeteren el creixement econòmic. Les noves tecnologies (majoritàriament rebudes de la Xina, directament de mans dels mongols durant la dinastia Yuan, o amb els àrabs d'intermediaris) incloïen els canons, les lents, els pous artesians, la introducció de la pólvora, la seda, la brúixola, el sabó, el timó… També es desenvoluparen millores importants en la construcció dels vaixells i els rellotges. El desenvolupament de les noves tecnologies facilitaren el posterior auge de l'era de l'exploració.

Miniatura d'una lletra capital d'un manuscrit medieval mostrant un serf, amb un instrument de treball observant dos senyors, un noble i l'altre eclesiàstic, que discuteixen

### La piràmide social medieval
Des de l'any 1000, els clergues tendiren a difondre la teoria que la societat estava dividida en tres grups: els qui oren (oratores), els qui guerregen (bellatores) i els qui treballen (laboratores). La societat (la Casa de Déu) excloïa els artesans, els mercaders i els habitants de la ciutat perquè la seva importància era encara escassa i hi havia la convicció que la riquesa provenia de la terra.

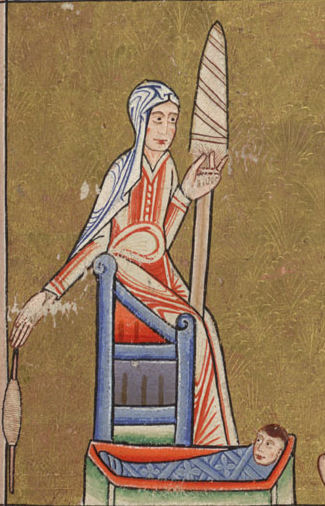
Eva filant davant del bressol d'un dels seus fills. Il·lustració del foli 8 del Psalterio Hunter. La introducció del fus per a filar fou una de les innovacions introduïdes des d'Àsia a la plena Edat Mitjana. La de la il·lustració és un fus primitiu, sense roda, emprat per les dones en les tasques domèstiques

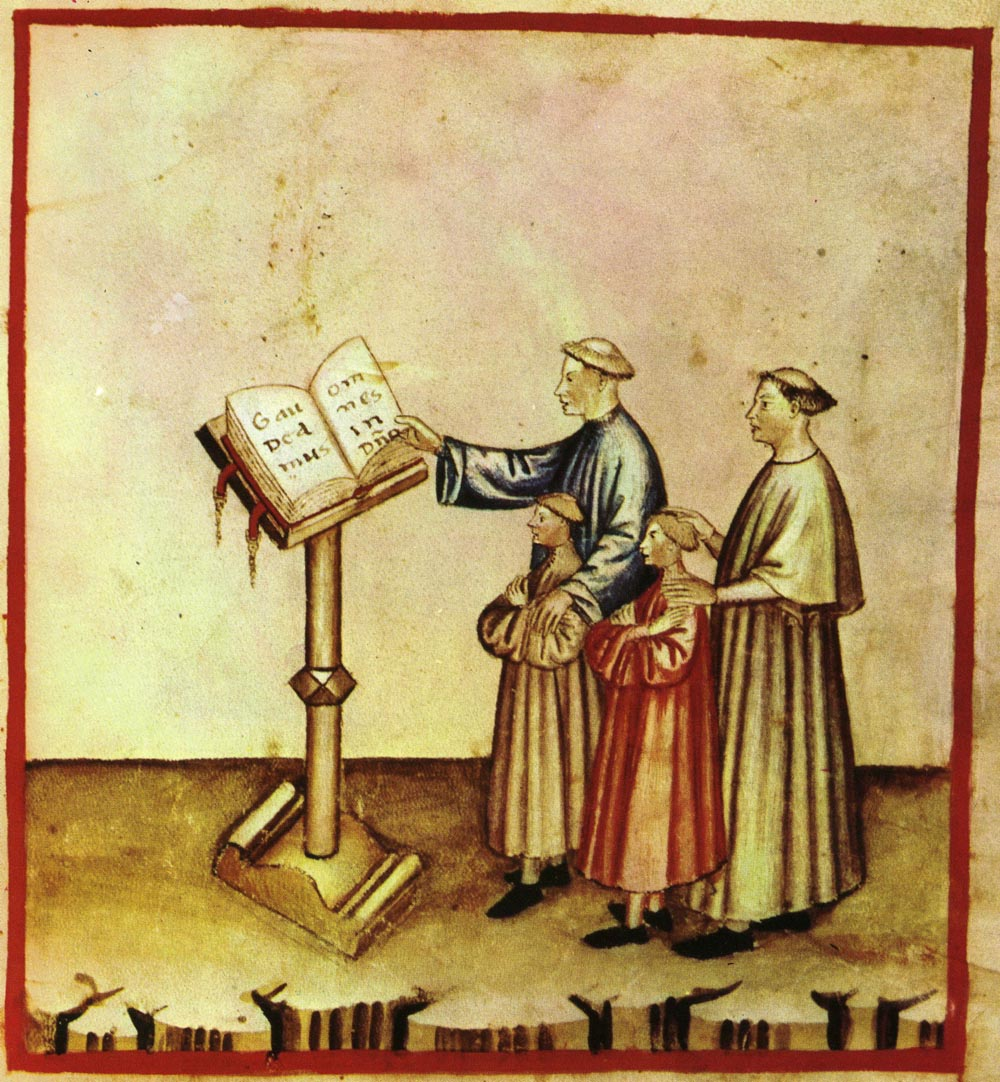
El Tacuinum (o Taccuinum) Sanitatis medieval, manuscrit del, que mostra les formes de la vida quotidiana a la baixa edat mitjana.

#### Nobles i vassalls. Elsbellatores
Al segle ix, l'hàbitat dels nobles és la vil·la, una casa més o menys gran i luxosa que s'aixecava en el centre de la propietat, i rodejada de les bordes dels serfs, graners, quadres i magatzems. No disposaven encara d'un sistema defensiu pròpiament dit. A partir de la segona meitat del segle ix, al centre d'Europa, de resultes de les incursions normandes i la descomposició de l'Imperi Carolingi, els càrrecs comtals passaren, lentament, a ser hereditaris, i començaren a construir-se edificis fortificats. Les famílies comtals aconseguiren que el feu passés a ser, en la pràctica, una propietat particular i que esdevingués un poder personal del comte. Aquest jurava fidelitat, en un solemne acte d'homenatge, al seu senyor. En la pràctica, la condició de vassallatge implicava que el comte havia d'ajudar militarment el seu rei i que no es giraria en contra seva o s'independitzaria.
La descentralització del poder dugué un buit de poder; les comunicacions esdevingueren insegures pel bandolerisme, camperols adscrits a la terra fugiren, el perill d'invasions era constant i les rivalitats entre els comtes es traduïren en conflictes armats. En conseqüència, en cada comtat es muntà un dispositiu militar i molts petits propietaris renunciaren, per grat o per força, a la seva llibertat personal i a la seva terra en benefici d'un poderós per assegurar-se protecció i seguretat. D'aquesta manera, les caseries aïllades s'agruparen entorn de la casa del senyor, el qual procedí a fortificar-la. Neix el castell rudimentari que, a partir del segle x, es transformà en símbol del poder. Al capdavant de cada fortalesa, es posava un cavaller que, al seu torn, era auxiliat per altres cavallers subordinats a ell. Tots aquests homes eren pagats amb terres (feus), que van acabar posseint a títol hereditari. La possessió de terres i l'heretabilitat de les funcions militars provocà la formació d'un segon estament de noblesa: la cavalleria.
El noble fou un gran propietari que conreava els seus dominis amb la feina dels camperols, als quals havia cedit part de la seva terra en usdefruit. El castell rep els seus vassalls i el personal encarregat de l'administració de la casa i de les terres. Des del castell, administra justícia perquè el feudatari té dret a jutjar els seus vassalls i serfs. La guerra, els duels, la caça i el torneig constituïren les coordenades de la vida del noble. A partir de finals del segle xii, la noblesa fruí d'un règim jurídic exempt d'impostos i alliberat de les penes corporals.
Els vassalls tenien moltes obligacions. La principal de totes era l'obligació del servei militar. També estaven obligats a allotjar el senyor i el seu seguici quan aquests passessin pel territori del seu feu; a col·laborar en el rescat del seu senyor si queia presoner per mitjà d'una contribució; havien d'aportar altres contribucions monetàries quan es casava la filla gran del senyor o quan el seu primogènit era ordenat cavaller… Per contra, el vassall prestava el servei de cort, és a dir, participava en l'assemblea general de tots els vassalls del senyor. En aquestes corts, col·laboraven en l'administració de la justícia i participava, en certa manera, en l'exercici del poder polític.

#### Els serfs. Elslaboratores
La jerarquització social s'establí en funció directa de la terra posseïda i els qui estaven mancats de terra o aquells que es veieren obligats a perdre la seva llibertat per tenir protecció o dret a una mica de terra que els permetés subsistir (serfs) quedaren en el punt més baix de la jerarquia social. Bona part dels que treballaven en el domini senyorial pertanyien a l'estament dels serfs. Però no fou una condició uniforme per a tothom. Per una banda, hi havia els serfs domèstics (serfs dominicals), que conreaven la terra del senyor o bé duien a terme activitats artesanes indispensables en una economia autàrquica. A canvi, rebien aliment i abric, però no disposaven de llibertat personal i no podien posseir béns ni contreure matrimoni sense autorització del senyor. La seva condició era hereditària.
Per altra, hi havia els serfs «casats» sotmesos a treballs gratuïts (corvees), al lliurament de censos, al pagament per l'ús de serveis sotmesos al monopoli dels senyors… Uns tenien explotacions familiars (masovers) i d'altres formaven part d'un llogaret que tenia obligacions col·lectives envers el senyor. Estaven lligats a la terra que conreaven sense poder abandonar-la: quan aquesta era venuda, passaven a dependre del nou propietari. Tots els pagesos devien al senyor tributs i prestacions en moneda, una part de la collita i de bestiar, i de vegades, també objectes de producció domèstica (articles de fusta o peces de tela). A més de la prestació d'uns tres dies de treball no remunerat, havien de fer servir el molí, el forn i la premsa del senyor pagant un impost establert.
Malgrat això, no tots els pagesos eren serfs (els lliures es diferenciaven, bàsicament, en el fet que no havien de comptar amb el permís del senyor per marxar de les seves terres), i existien petites quantitats de pagesos que no depenien en absolut dels senyors feudals (a Catalunya, eren anomenats homes de paratge i a Anglaterra, yeomen), sinó que tenien les terres en franc alou.

#### El clergat. Elsoratores
L'Església occidental no se sostragué a la feudalització. Com a administradors de grans propietats, els bisbes i els abats s'integraren dins la jerarquia feudal. Així, la presa de possessió del càrrec d'abat o de bisbe esdevingué un acte de vassallatge envers el monarca, que incloïa servir-lo amb les armes.
La noblesa aportà els seus fills per als càrrecs més importants de l'Església medieval. Els que pregaven fruïen de privilegis importants en matèria de justícia i d'impostos i d'una gran consideració social. A més, posseïen dominis eclesiàstics transformats en feus. Amb aquestes terres, els bisbes i els abats esdevingueren vassalls d'un poderós senyor que controlava les investidures i imposava el candidat de la seva elecció. A finals del segle xi, el papa Gregori VII emprengué una reforma que prohibí algunes pràctiques i s'esforçà a esmenar certs abusos, com el matrimoni de sacerdots, els costums relaxats d'alguns prelats, el tràfic de beneficis eclesiàstics, etc.
D'altra banda, el 1027, l'església, sota el guiatge de l'abat Oliba, a la petita ciutat de Toluges, al Rosselló, intentà suavitzar i limitar l'abús de les guerres privades mitjançant les disposicions de Pau i Treva de Déu, que limitaven quines persones havien d'estar lliures de les violències i quins actes havien de ser prohibits. La treva de Déu obligava a suspendre les hostilitats durant alguns dies de la setmana i en determinats períodes de l'any. L'objectiu era protegir els pagesos, disminuir-ne la mortaldat i, en definitiva, fer viable la vida social. Aquesta institució pacificadora s'estengué per tot Europa. Igualment, l'Església promogué l'esperit de croada, o lluita contra els infidels, per canalitzar l'agressivitat dels cavallers pobres o secundaris.

##### Els monestirs
Amb la fundació de l'abadia de Cluny (Borgonya) el 909, s'inicià un moviment de renovació monàstica que contribuí a la recuperació del prestigi i de l'autoritat de l'Església. Durant els segles x i xi, quasi 200 monestirs passaren a dependre directament de l'abat de Cluny, sense estar supeditats a cap vincle feudal a senyors o monarques. L'exemple de Cluny donà peu, als segles xi i xii, a noves reformes d'entre les quals destacà la reforma originada a l'abadia de Cîteaux (Cister) el 1097, també d'arrel benedictina. L'orde del Cister donà importància al treball corporal, abocà els monestirs vers les feines agràries i desenvolupà una intensa tasca de colonització agrària i d'expansió ramadera; tot plegat enfocat a la comercialització dels productes agrícoles, la cria i la venda de cavalls i la industrialització de la seva producció ramadera (llana, adob de pells i pergamí). Alhora, aquest orde, contribuí al desenvolupament de la metal·lúrgia, gràcies al control de nombroses mines de ferro.
El món cultural gravità entorn dels monestirs, edificats en llocs aïllats enmig de grans propietats on, seguint la regla benedictina de l'ora et labora, els monjos, amb la còpia i il·luminació de manuscrits, difongueren el llegat del món clàssic llatí.
El clergat es dedicava a l'oració i a la lectura. Les comunitats de monjos vivien als monestirs, que contenien moltes terres i esdevingueren grans centres de cultura (els monjos eren de les poques persones que sabien llegir i escriure).

#### Dones i nens
Al segle xiii, la dona havia de casar-se als 14 o 15 anys amb l'espòs que triï el seu pare i, després, dedicar-se a la vida domèstica i a ser mare. De portes endins, la bona esposa humil estigué obligada a fer la neteja diària, fregar els plats i fer el llit. I sobretot filar perquè una dona no pot restar ociosa. Elles també eren les encarregades d'anar al mercat per proveir-se d'aliments, especialment de carn i peix, llegums i formatges. L'accés a la cultura fou restringit i només les dones dels estaments privilegiats sabien lletres. Si acabaven treballant fora de la llar, ho feren de teixidores o de barreteres, o bé desenvoluparen tasques en sastreries i merceries. En cap cas, tenien els drets laborals dels homes. De portes endins, la bona esposa humil està obligada a fer la neteja en dissabte –el dia prohibit per als jueus i en què el fet de treballar de manera ostensible demostra que la casa és cristiana–, fregar els plats i fer el llit. També, totes les dones, humils o riques, han de saber filar perquè una dona ha d'estar sempre ocupada. Per a les dones de casa humil és un acte de necessitat: cal fer-la a casa perquè comprar-la no és possible. Les dones també són les responsables de proveir d'aliments la família.
Pel que fa als menors, la mortalitat infantil era molt alta (del 30%) i, en aquestes circumstàncies, la pèrdua d'un nadó pren un valor relatiu. De fet, totes les llars tenien fills petits difunts i els índexs de dones mortes de part i de nens orfes eren elevades. La mitjana de vida era just de trenta anys. Per tant, pocs coneixien les mares i menys els avis i les àvies. En un context d'escassetat, els nens aviat, en set o vuit anys, havien de convertir-se en un element productiu. El progenitor masculí era l'únic responsable, per la llei i la moral, mentre les tasques de la dona es reduïen als primers anys de la vida dels nens: engendrar i alletar. Finalment, l'educació i els tractats pedagògics no existien, només els fills masculins dels nobles rebien una formació militar, i les filles conventuals.

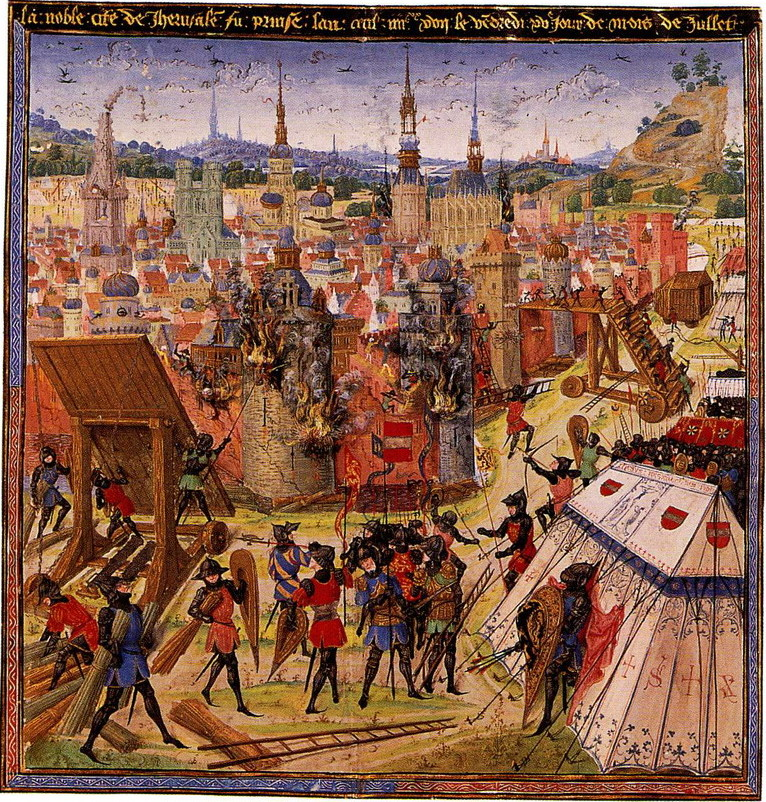
Conquesta de Jerusalem a la Primera Croada (1095-1099). El papa Urbà II, successor de Gregori VII, veié en les croades una forma de reunir el cristianisme, reforçar el papat i, possiblement, posar l'Orient sota el seu control. Convocada al concili de Clermont (1095), durant la campanya, conqueriren Nicea, la capital del Soldanat de Rum, i Dorilèon el 1097, conqueriren Edessa i Antioquia el 1098 i finalment van entrar a Jerusalem el 15 de juliol de 1099 i hi crearen diversos estats croats, entre aquests el Regne de Jerusalem. Si l'empresa militar acabà en fracàs, les seves conseqüències foren importants: augmentaren les relacions amb Orient i, per tant, es produí un enriquiment cultural, l'activació del comerç, l'enriquiment de la burgesia, una major autoritat del papat i la fundació dels ordes militars

### Expansió geogràfica de l'Europa feudal
L'expansió geogràfica tingué diverses direccions, seguint la dinàmica pròpia de les cases feudals. Els normands, vikings assentats a Normandia, van donar origen a una de les cases feudals més expansives d'Europa, que es va estendre pel continent europeu i s'enllaçà amb la dinastia d'Anjou i ducat d'Aquitània. Les cases del Regne de Navarra, la Corona de Castella, el ducat de Borgonya, el comtat de Flandes… són altres exemples que vincularen mitjançant aliances, enllaços matrimonials i enfrontaments successoris o territorials, consubstancials a les relacions de vassallatge i expressió de la violència inherent al feudalisme. La Corona de Castella i la Corona d'Aragó iniciaren l'anomenada conquesta, l'expansió cap al sud de la península Ibèrica.

#### Les croades i els templers
La Primera Croada, sota el papat d'Urbà II, arribà a Jerusalem el 1099 per establir-hi el primer regne cristià. Un triomf breu, car els musulmans la reconqueriren noranta anys després. La Segona Croada fracassà en la recuperació del comtat d'Edessa, recuperat per Zengi. El soldà Saladí, després de la Batalla de Hattin, va recuperar Jerusalem novament. La Tercera Croada, liderada per l'emperador Frederic I «Barbarroja», pel rei Felip II de França i el rei Ricard I d'Anglaterra, també fracassà en el seu intent de conquerir Jerusalem, tot i que van aconseguir estabilitzar un regne llatí més reduït a la costa, amb capital a Acre. La quarta, amb Innocenci III, ja al segle xiii, es quedà a Constantinoble. Cap de les darreres croades (n'hi hagué vuit) complí els seus objectius (tot i que la sisena va permetre a Frederic II d'Alemanya la recuperació de Jerusalem per als cristians durant quinze anys, de manera pactada), si bé serviren per a canalitzar les ànsies guerreres de la petita noblesa d'Occident i aglutinar els estats feudals contra un enemic comú.
Cal tenir present que la croada, com a guerra santa, també es desenvolupà contra dissidents religiosos dins del mateix territori de l'Occident cristià. Així, hi hagué una croada anticàtara (1209-1215), i diverses actuacions armades de senyors i prínceps a les ordres del papat contra els dolcinians o contra Catalunya (per disputar el domini de Sicília als Anjou, aliats del papa).
Una conseqüència de la caiguda en poder musulmà, el 1291, de Sant Joan d'Acre, la darrera posició important occidental a Terra Santa, fou el descrèdit dels ordes militars, i molt especialment de l'Orde del Temple, embrancats en baralles fraternes, en l'atresorament d'excessives riqueses i la seva ostentació i en la intervenció en molts assumptes interns dels regnes en què tenien els seus convents. La situació s'agreujà per la resistència del darrer Gran Mestre Jacques de Molay d'acceptar la unió del seu orde amb els altres sota el lideratge d'un rei (projecte Rex bellator, inicialment proposat per fra Ramon Llull). En aquest marc de desprestigi, Felip IV de França detingué, el 1307, els frares templers del seu regne. El 1312, el papa Climent V suprimí l'orde i els nombrosos béns dels templers foren adjudicats, majoritàriament, a l'Orde de Sant Joan de Jerusalem, amb la fita que fossin emprats en la recuperació de Terra Santa. A la corona d'Aragó, la major part dels béns templers anaren a mans de l'orde de Sant Joan de Jerusalem –amb algunes excepcions que s'apropià el rei- i una part menor, sobretot al Regne de València, passaren a l'Orde de Montesa. Pel que fa als frares, al Regne de França i a altres indrets de la cristiandat, centenars en foren executats; en canvi, a la Corona d'Aragó foren absolts i se'ls atorgà una renda de per vida.

### Renaixement del comerç i desenvolupament de les ciutats
En el període comprès entre l'any 400 i el 1000, aproximadament, l'Europa occidental era una regió subdesenvolupada en comparació amb l'Imperi Romà d'Orient i el califat islàmic, un territori assolat pels desordres polítics i per la manca de seguretat, amb una economia de subsistència i poca circulació de mercaderies. Però, a partir del segle x, hi hagué un renaixement del comerç en els ports de Nàpols, Ravenna, Pisa, Venècia… que iniciaren un canvi fonamental: els romans d'Orient i els àrabs començaren a ser desplaçats com a intermediaris en el comerç entre Orient i Occident. A partir de finals del segle xii i principis del xiii, els ports de la península Itàlica dominaran la Mediterrània oriental. Venècia, que practicava el comerç legal i de contraban amb l'Imperi Romà d'Orient i, alhora, mantenia relacions comercials amb l'islam (espècies, perfums, ivori, tèxtils i oli), tingué l'hegemonia en l'activitat comercial. La Corona d'Aragó expandí el comerç català medieval per la Mediterrània.
Els pelegrinatges i les croades tingueren un paper molt important en aquest renaixement comercial, que es manifestà amb l'ampliació i renovació de rutes i del volum, nombre i qualitat de les mercaderies, amb l'aparició de les primeres associacions armades de mercaders, i amb la de noves fires i mercats fixos. També el nord d'Europa experimentà un auge del comerç de pells, productes alimentaris, fusta, metalls i sal; en gran part, gràcies a la introducció del sistema de rotació triennal i als nous arreus del cavall, que possibilitaren la producció d'un excedent exportable de béns agrícoles. Aquest renaixement del comerç no es pot separar de les transformacions agràries i del desenvolupament de les ciutats emmurallades, centres d'activitats mercantils i industrials.

#### Transformacions agràries
Durant l'edat mitjana, millorà la tecnologia i s'expansionà el conreu de noves terres. Diversos canvis tecnològics milloraren l'eficàcia del treball del camp:
- El molí d'aigua i el de vent que, tot i que el seu origen és més antic, es començà a usar de manera sistemàtica a partir del segle xi. Als indrets no afavorits per la presència de rius cabalosos, s'emprà el molí de vent, com en el cas de la península Ibèrica. L'ús de l'energia eòlica i hidràulica alliberà molta força de treball.
- L'arada de rodes (carruca) substituí l'arada romana; el nou estri permeté aprofundir més la terra tot oxigenant-la millor; d'aquesta manera, fou possible la primera rompuda de terres més dures que abans o bé no es podien llaurar o bé costava molt.
- Els sistemes de tracció dels animals i la progressiva substitució del bou per cavall com a animal de tir, molt més ràpid.
- La difusió de l'ús del ferro aplicat a les tasques agrícoles: dalles, falçs dentades, rasclets, càvecs, destrals…

El progrés tècnic anà acompanyat, des de mitjans del segle xii a finals del segle xiii, d'una expansió agrària: noves terres de conreu guanyades als boscos, als pantans i als aiguamolls. Les cartes de població dels senyors feudals volien estimular la rompuda de noves terres amb concessions parcials, és a dir, amb la limitació de diversos impostos i prestacions. La toponímia també ens fa conèixer les zones que foren explotades de nou: és el cas de les viles Vilanova, Neuville i noms germànics acabats en –rode; i les viles lliures d'impostos: com Vilafranca. Aquest procés d'expansió o colonització no es pot deslligar de les accions hostils per a foragitar o sotmetre els habitants dels nous territoris colonitzats. Fou el cas de la colonització germànica en direcció a Prússia, el Vístula i el centre d'Europa i l'anomenada conquesta del sud de la península Ibèrica pels regnes cristians del nord. Finalment, Flandes fonamentà la seva expansió a base de dics que drenaren les aigües del mar i convertiren zones d'aiguamolls en terres ubèrrimes, procés que encara avui continua.

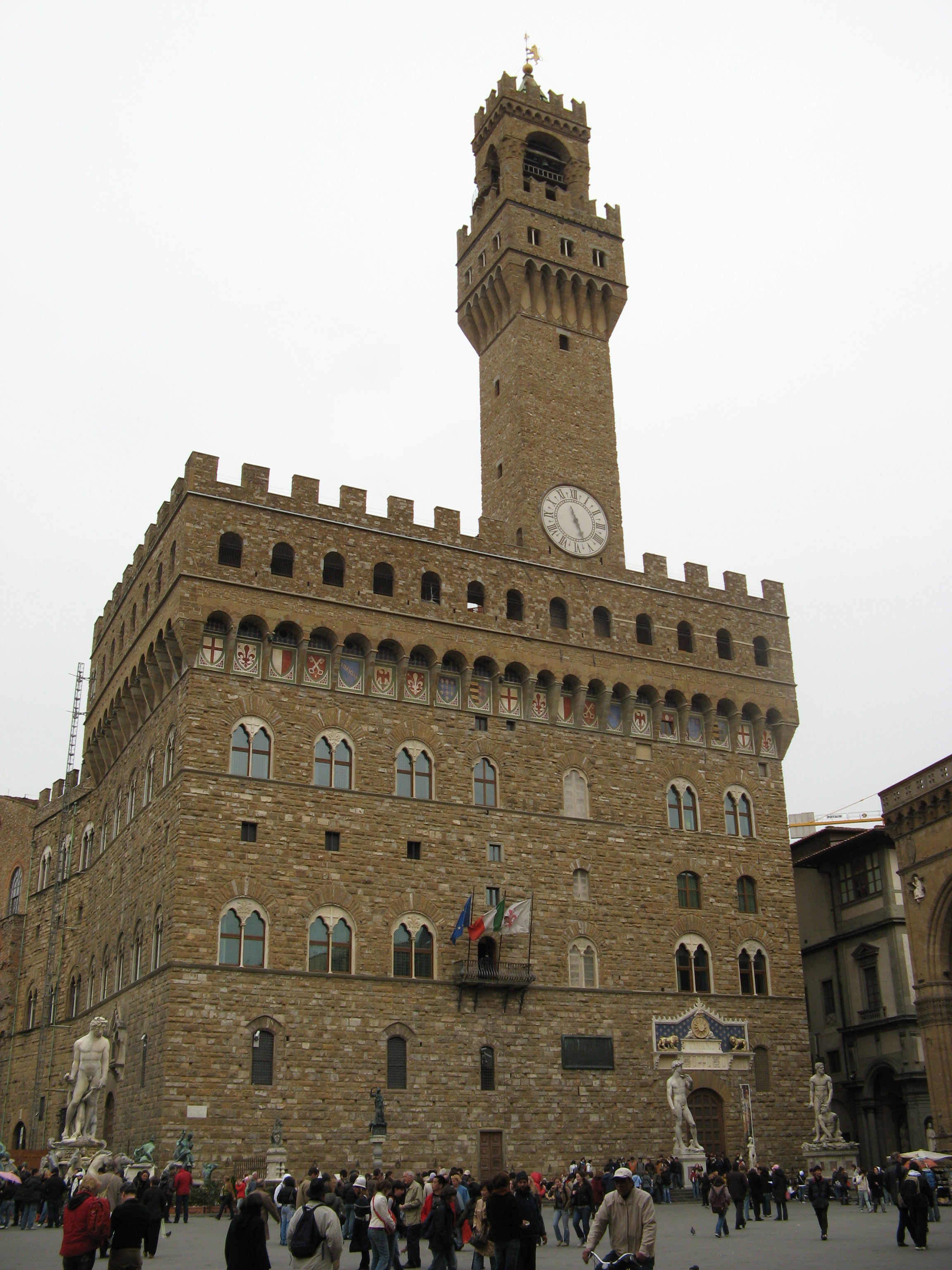
La Signoria de Florència fou una institució municipal que exercí el poder sobirà en aquesta ciutat estat italiana, dominada per una potent burgesia artesana i comercial que sennoblí i es convertí en patriciat urbà

#### Urbanització
Durant l'alta edat mitjana, la vida urbana es mantingué reduïda, però a partir del segle xi i durant el xii es produeix un renaixement de les ciutats (burgs), amb la creació de noves poblacions o el desenvolupament de les ja existents. Els nous habitants dels burgs constitueixen un nou estament social: la burgesia, especialitzada en el comerç o l'artesania, la riquesa de la qual no era la terra, sinó les monedes o la plata. Sorgí, doncs, l'associació comunal –consell o comunitat- i, amb això, la burgesia, adquirí personalitat jurídica i esdevingué una força social, germen de dissolució de l'ordre feudal.
Un paper crucial, el tingueren els jueus, artesans i prestadors que gaudien de millors coneixements i d'una xarxa internacional de suport; prestaven a tipus d'interès que el papat prohibia als préstecs entre cristians, de manera que els banquers jueus mitjançaven, fins i tot, en préstecs entre cristians.
La reactivació del comerç es produí per la multiplicació de fires anuals ciutadanes i mercats setmanals a les àrees rurals i el desenvolupament comercial a llarga distància. Les fires i els mercats facilitaren que els pagesos medievals comencessin a treballar determinades espècies en funció de la seva venda en mercats o fires, i d'altres ocupessin els suburbis de les ciutats per oferir els seus productes a una demanda urbana creixent i rendible. El desenvolupament d'intercanvis a llarga distància permeté el creixement de ciutats del nord d'Itàlia com Gènova, Milà, Pisa i Venècia que, juntament amb altres ciutats mediterrànies com Marsella, Nàpols i Barcelona, connectaren amb les ciutats de Constantinoble, Antioquia i Alexandria, on carregaven sedes, espècies, perfums i pells que arribaven per rutes caravaneres des de l'Extrem Orient. El pagament es feia amb l'or que arribava del Sudan als ports del nord d'Àfrica i que, al seu torn, es pagava amb mercaderies orientals i occidentals, i amb la plata de les mines de l'Europa central. Uns altres nuclis foren Flandes que, al llarg del segle xi, es convertí en una potència industrial tèxtil, i les ciutats del Sacre Imperi: Ratisbona, Ravensburg, Colònia…
Molts nuclis de població i ciutats en fulgurant creixement aconseguiren dels sobirans o dels comtes del territori l'autonomia política. Aquest fou el cas de les communes del nord del Regne de França o de Flandes (Amiens, Sant Quintí, Gant…), de les signorie italianes o de les ciutats lliures alemanyes (la lliga Hanseàtica). D'altres restaren sota la protecció del sobirà amb un règim intern força lliure (Barcelona, París, Le Mans…). Els mercaders, els grans artesans i els banquers formaren el patriciat urbà que monopolitzà el govern de les ciutats. Per exemple, per l'ordenació del 1258, el rei Jaume I establí la creació d'una assemblea de dos-cents jurats en representació del municipi de Barcelona: 89 ciutadans, 89 menestrals i 22 mercaders. El 1339, els escons del Consell de Cent de Barcelona es repartiren entre 72 «ciutadans honrats» (mà major), 15 representants de la mà mitjana (dels quals, 8 mercaders, 5 notaris i 2 apotecaris) i 12 menestrals (mà menor).
A les ciutats, a partir del segle xii, la vida urbana s'organitzà corporativament. Els que treballaven en un mateix ofici s'arreplegaren en gremis que donaven assistència mútua als associats i reglamentaven l'activitat de l'ofici: les característiques del treball artesà, els preus, els materials a emprar, etc. Els habitatges dels artesans servien alhora d'espai de treball a la planta baixa. Dins d'un ofici, hi havia categories: el mestre, amo del taller; l'oficial, treballador assalariat; i l'aprenent, que, sense cobrar res, vivia a casa del mestre i aprenia l'ofici. A la categoria de mestre, s'hi solia accedir després de sotmetre's a l'examen dels altres mestres de l'ofici i de superar-lo de manera satisfactòria. Aquesta era la condició prèvia per a regentar un taller. Avançada l'edat mitjana, els gremis de ciutats tèxtils van entrar en conflicte amb els grans mercaders que cercaven majors beneficis proporcionant matèria primera a un gran nombre d'artesans no agremiats (generalment, camperols de fora de la jurisdicció del gremi) que treballaven a un cost inferior, i després els mateixos mercaders comercialitzaven el producte elaborat. Aquesta situació era freqüent en ciutats del continent europeu i de la Corona d'Aragó.

#### La monarquia i la burgesia
La necessitat creixent de diners de les monarquies feudals feu que els reis veiessin en la burgesia enriquida un aliat útil. Generalment, aquesta aliança tingué com a base contrapartides, car els monarques atorgaren més mercats i autonomia als burgesos i els concediren monopolis; aquests respongueren amb ajuts monetaris i de milícies urbanes. La via habitual per a demanar ajuts fou la convocatòria de Corts o Parlaments (com les Corts catalanes), als quals acudien la noblesa, el clergat i els representants burgesos, i en els quals s'acabava sol·licitant diners a aquests darrers a canvi de concessions.

#### La fundació de les universitats

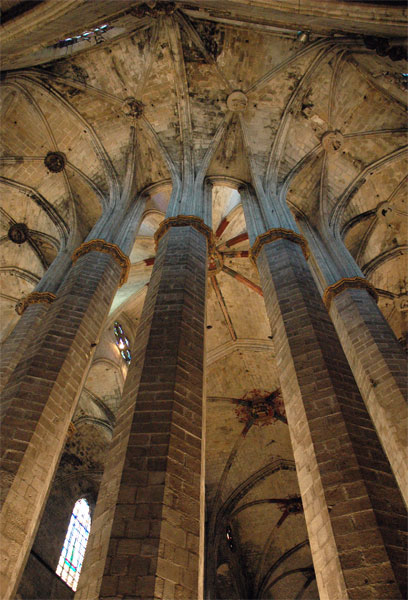
Voltes de l'absis de l'església de Santa Maria del Mar a Barcelona. L'estil gòtic sorgí molt lligat a un canvi de mentalitat, al desenvolupament urbà i al creixent poder de la burgesia. Es passà de la simbologia de l'art romànic a un art més realista. Durant el, s'estengué arreu d'Europa i la seva influència finalitzà durant les primeres dècades del. Al, a la corona d'Aragó, l'art gòtic destacà a l'església de Santa Maria del Mar. Quan la puixança econòmica del barri de Mar de Barcelona era espectacular, densament poblat, i els seus gremis necessitaven fer visible el poder que tenien i donar cabuda a tots els fidels, Santa Maria del Mar fou una realitat edificada amb només 54 anys pel mestre d'obres Berenguer de Montagut

El creixement de les ciutats, lligat al comerç i la indústria artesanal, tingué altres conseqüències, com l'aparició de l'intel·lectual o persona que té per ofici escriure o ensenyar. La cultura ja no estava refugiada en els monestirs, ni els manuscrits es guarden com a tresors: arriba a les ciutats, on es mouen les persones, les idees i els llibres. El moviment és fàcil perquè s'empra el llatí com a vehicle de cultura, que professors i alumnes parlen i escriuen. Alhora, alguns monjos s'escandalitzen per l'efervescència de la ciutat.
La necessitat de coneixement potencià les escoles urbanes (costejades pels comuns de les ciutats) i les escoles episcopals (dependents dels bisbes). A les escoles monàstiques i episcopals, es continuava ensenyant el trivium i el quadrivium i professors i estudiants són tots «clergues», és a dir, resten sota la jurisdicció de l'Església, que té el monopoli de l'ensenyament. Al costat de les ciències clàssiques, s'ensenyà també oficialment dret, medicina, art poètica i teologia. En les escoles urbanes, en canvi, l'ensenyament se centrà més sobre el dret civil, el càlcul i la medicina.
A partir de les escoles catedralícies, des dels primers anys del segle xiii, sorgiren les universitats. El mateix èxit obtingut per les escoles urbanes i episcopals fou la causa de la seva decadència. L'interès progressiu dels estudiants i la inquietud i el desig creixent de saber provocà la unió de professors i estudiants en corporacions anomenades Universitats. Els mestres acabaren formant corporacions i obtenint dotacions i beneficis dels reis, els bisbes i els papes. La Universitat és, doncs, una corporació que permet controlar la relativa anarquia dels ensenyaments anteriors mitjançant estatuts i reglaments. Però les universitats lluitaren per obtenir la seva autonomia i dependre únicament de la tutela del papa, el poder del qual augmentà considerablement en la cristiandat. Cada Universitat és una federació d'«escoles» agrupades en quatre «facultats» (arts, teologia, dret i medicina). Les més importants foren la de París, Bolonya i Oxford. S'hi obtenia el títol de Batxiller (cap als 19 anys) i el de llicenciat dos anys després, i de medicina, teologia i dret se'n sortia amb el títol de doctor.
Finalment, a partir del segle xiii, progressà la instrucció popular, augmentà la circulació dels llibres, aparegueren enciclopèdies (com el Speculum maius de Vicent de Beauvais), es desenvolupà la literatura en llengua vulgar (narració, teatre i lírica). A la península Itàlica, el dialecte toscà començà a configurar-se com la llengua predecessora de l'italià (Divina Comèdia). Alfons X de Castella escrigué en castellà la Primera crónica general; Bernat Desclot en català el Llibre del rei En Pere d'Aragó e dels seus antecessors passats, i Jean de Joinville en francès la història de sant Lluís. També la filosofia bandejà el llatí: Johann Eckart i Ramon Llull van escriure obres filosòfiques en alemany i català, respectivament. Per contra, la filosofia escolàstica continuà expressant-se en llengua llatina i les obres dels teòlegs dominics i franciscans esdevingueren fonamentals dins del pensament catòlic.
És el gran moment de l'art gòtic i s'anuncia el Renaixement italià: Dant neix el 1265, i Giotto el 1260.

### L'evolució de l'art
A partir del segle xii, noves formes artístiques s'imposaren en l'art romànic de l'Europa cristiana; foren l'estil cistercenc i el gòtic. Les noves formes foren teoritzades per Bernat de Claravall, el gran dinamitzador del Cister, i el segon per Suger, l'abat de basílica de Saint-Denis, a París, la primera església gòtica. Foren dues visions filosòfiques i estètiques oposades dins del cristianisme. Mentre el primer criticava la gran alçada de les esglésies, la seva desmesurada profunditat, la seva absurda amplada, llurs sòls polits i rics i tot allò que distreu els ulls del devot i molesta la seva devoció; l'abat Suger lloava tot allò que hom té per més bo en la creació, allò de més preciós que ha de servir d'antuvi per a la celebració de la santa eucaristia i, per exemple, demanava que per a rebre la sang del Crist convé disposar de vasos d'or i de pedres precioses. La baralla va més enllà d'una qüestió estètica: entre els segles x i xii, s'operà un desplaçament del focus del saber i alhora de l'escola, al qual correspon un canvi profund en l'estil i les preocupacions de la vida intel·lectual. La cultura surt dels monestirs rurals, mentre que la nova escola s'organitza al voltant dels bisbats, dins dels nuclis urbans, en resposta a noves exigències, reflectint en la seva organització i en la seva actitud totes les característiques de l'organització municipal. Per tant, per una banda, tenim l'escola monàstica d'organització rigorosa de l'ensenyament, sotmès a una regla única i dominat pels valors de la pietat; per l'altra, la primera forma d'universitat parisenca, en què l'oposició entre diferents escoles conferia a la dialèctica (disputatio) una funció primordial.
| L'abat Suger i sant Bernat, una baralla més enllà de l'estètica | L'abat Suger i sant Bernat, una baralla més enllà de l'estètica |
| --- | --- |
| Església de l'abadia de Fontenay. | Basílica de Saint-Denis |
| Església de l'abadia de Fontenay. Contra la relaxació de l'Església, Bernat de Claravall emprèn una reforma radical, amb la fundació de l'orde del Cister. A més d'innovacions espirituals, l'orde conté instruccions sobre els nous temples: hi és prohibit qualsevol mena de decoració i l'arquitectura s'hi redueix als seus elements estructurals. Aquesta situació permet que els arquitectes es concentrin en els problemes tècnics. | Posta de sol a la nau nord-oest de la basílica de Saint-Denis. L'arquitectura gòtica neix i es desenvolupa a l'Illa de França. Tots els esforços convergeixen en la construcció de l'obra que l'abat Suger dirigeix a la vella abadia carolíngia de Saint-Denis, prop de París. L'abadia és consagrada l'any 1144. Aquesta església ofereix, de cop i volta, tot el plantejament clar i lògic de l'estructura gòtica. |

## L'ocàs de l'edat mitjana (seglesxivixv)

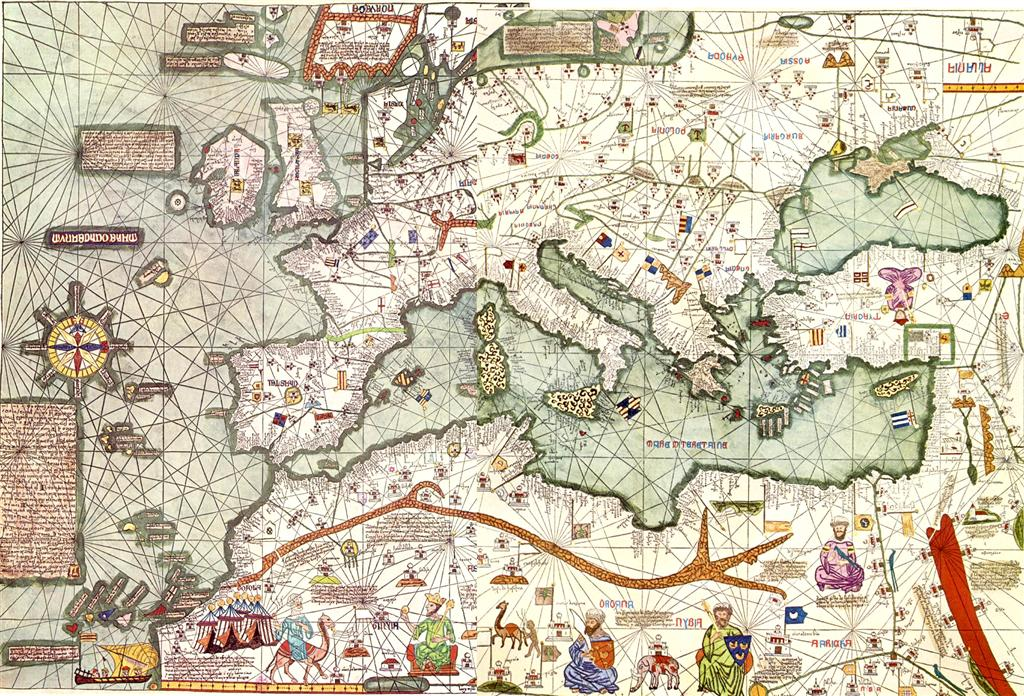
Una part de l'Atles català d'Abraham i Jafudà Cresques

Durant el segle xiv, Europa experimentà una aturada econòmica. La tecnologia i els sistemes científics havien assolit el seu límit ecològic. Tot el creixement experimentat fins aleshores feu paleses les contradiccions que el manteniment del ritme expansiu havia amagat i l'excés demogràfic començà a produir una distorsió entre els recursos disponibles i la població; els preus dels productes agraris s'encariren, amb la qual cosa els mitjans de pagament destinats a l'adquisició de productes artesanals disminuïren notablement. La història econòmica descriu aquest període com una etapa de llarga recessió agreujada per la pesta negra. Com a conseqüència, es produïren canvis econòmics radicals: l'escassetat de mà d'obra feu que els senyors i barons competissin pels camperols, els quals guanyarien majors drets; es produïren importants innovacions socials, que foren les arrels del capitalisme i del Renaixement. Per tant, aquesta depressió fou el primer gran trencament de les estructures econòmiques i socials del sistema senyorial i l'inici d'elements bàsics que havien de caracteritzar l'edat moderna.
La depressió del segle xiv assolí també l'esfera espiritual amb el Cisma d'Avinyó; i la política, car la baixa edat mitjana es caracteritzà pel declivi del poder feudal i l'enfortiment de poderoses nacions estat que, durant l'ocàs de l'edat mitjana, s'enfrontaren en guerres com per exemple la Guerra dels Cent Anys entre Anglaterra i França. La participació de les nacions cristianes en aquest conflicte produí la retirada de les seves forces de l'Orient Pròxim. Finalment, l'Imperi Romà d'Orient perdé gairebé tot el seu territori a mans dels turcs otomans. Amb la caiguda de Constantinoble, a mitjans del segle xv, s'acostuma a representar la fi de l'edat mitjana.
A més, les temperatures començaren a canviar: després d'un llarg període amb temperatures càlides, el clima inicià un refredament que produí una petita edat de gel. Aquest factor extern agreujà una sèrie de males collites i aparegué la fam (especialment important fou la que s'estengué per Europa entre 1315 i 1317). I per acabar-ho d'adobar, les epidèmies s'estengueren en diverses onades per tot l'Occident. La més virulenta fou la pesta negra que devastà Europa durant els anys 1348 i 1349.

### Crisi econòmica i transformació social del món medieval

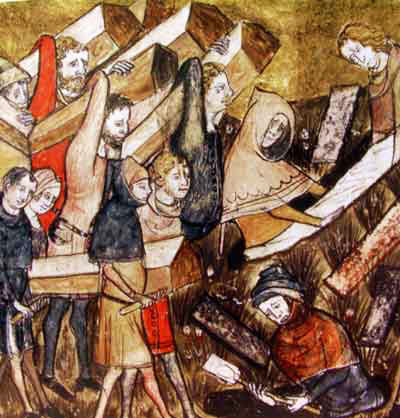
La pesta va quedar gravada en el pensament cristià i perduraria durant segles sota la forma d'una amenaça mortal, tant en dibuixos i gravats com en pintures o escultures. La pesta deixà una profunda petjada en la demografia, l'economia i l'imaginari col·lectiu: els pagesos i els senyors van morir o deixaren les seves terres tot abandonant les feines agrícoles. Hom deixà de sembrar i conrear els camps, ningú no reparava els camins, ni les tanques, ni els dics al llarg dels cursos d'aigua i els canals. Fou el retorn a la selva, a l'erm, a la insalubre maresma

#### Fam, guerra i pesta
El segle xiv començà amb una onada de fred glacial, que feu créixer la fam i la misèria. La crisi demogràfica s'agreujà pel desequilibri entre una població en alça i una producció d'aliments estancada dins del marc de l'agricultura senyorial. Com la producció de cereals era insuficient, generà un augment de preus que estengué la fam, la misèria i la mortaldat dels més humils. L'afebliment de les reserves biològiques preparà perquè dos factors externs (la guerra i la pesta) provoquessin una veritable catàstrofe demogràfica.
La Guerra dels Cent Anys, les guerres civils castellanes, etc., posaren noves dificultats (nous impostos, devastació dels camps) a una economia rural dèbil. Però fou la pesta negra el fet que causà la mortaldat més gran, ja que mèdicament es desconeixien els microbis i els mecanismes de contagi. L'any 1347, arribà procedent d'Orient i, en poc més de quatre anys, a Europa moriren uns vint milions de persones, un terç de la seva població, perquè les mesures de prevenció foren inútils: s'ordenaren quarantenes, es prohibí el comerç entre ciutats, es tapiaren cases amb malalts a dins… Tot fou debades, i es veieren afectats tots els estaments socials del camp i de les ciutats. L'epidèmia acabà al final del segle, després de successius rebrots. La pesta deixà una profunda petja en la demografia, l'economia i l'imaginari col·lectiu: llinatges familiars truncats, orfes, una societat desencantada, preus que queien en picat per manca de consumidors, pagesos que prenien terres que ningú no reclamava… El món feudal trontollà i aquell ordre medieval que semblava inamovible des de feia segles demostrà que podia canviar. A la corona d'Aragó, aquesta època de crisi, iniciada el 1333 per unes males collites, passà a l'imaginari col·lectiu com «lo mal any primer».
I és que la pesta comportà efectes importants: l'excedent de roba, que amb un procediment es podia convertir en paper, comportà que el paper baixés molt de preu, i que es fabriqués en grans quantitats. Això escampà l'hàbit de llegir per Europa, i amb els llibres es va estendre la cultura. A més, la pesta accentuà la decadència de l'Imperi Romà d'Orient, que començà a patir una emigració sostinguda de romans d'Orient cap a les ciutats occidentals, que durà gairebé un segle. Amb ells, Europa redescobrí la tradició grecoromana, i l'interès pel passat clàssic cresqué en tot el continent, especialment a la península Itàlica, on el Renaixement prengué volada.

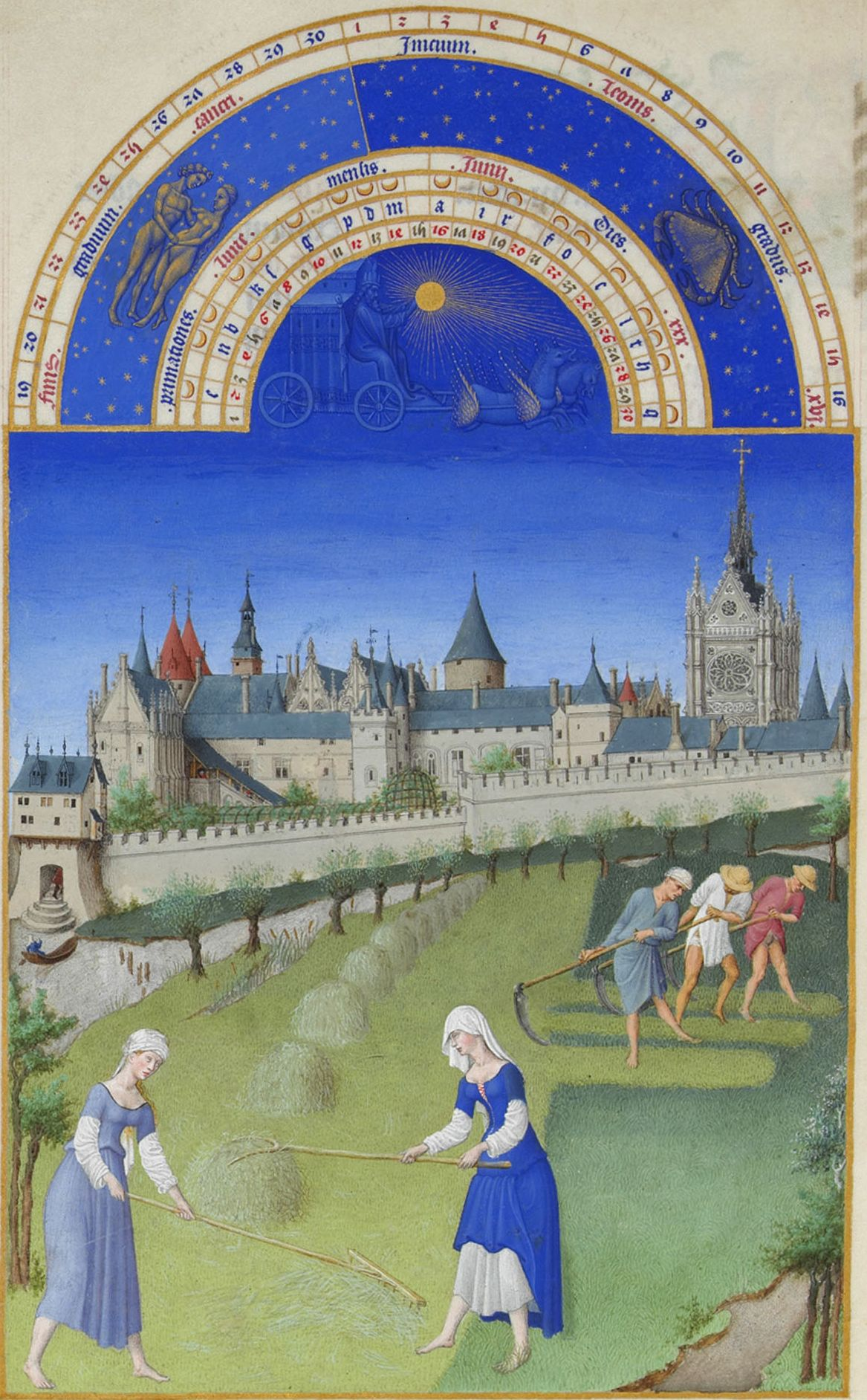
Il·lustració de les molt riques hores del duc de Berry. El duc de Berry fou un dels nobles més destacats de la França del : la màxima expressió de la seva biblioteca personal és aquest llibre pintat entre els anys 1412 i 1416, i conté diverses parts, la més destacada de les quals és una sèrie de dotze iŀlustracions a pàgina sencera que descriuen amb un detallisme incomparable activitats corresponents als dotze mesos de l'any. L'escena del mes de juny correspon a les tasques agrícoles, al fons les muralles de la ciutat. Les formes rudimentàries d'explotació del camp es contrapesen amb el creixement de les ciutats i la seva atrevida arquitectura. Tanmateix, l'economia continua basant-se en l'extracció i distribució de l'excedent productiu del camp

#### L'afebliment de l'economia senyorial
El descens demogràfic, entre un 35 i un 40% de la població europea, es notà al camp i la depressió agrària produí conseqüències socials i econòmiques: despoblament rural, manca de mà d'obra, retrocés dels conreus, dislocació dels preus i dels salaris i caiguda de les rendes senyorials. La despoblació del camp es traduí en un descens de la mà d'obra agrícola disponible i de l'espai cultivable. Els senyors es veieren obligats a pagar salaris més alts en el moment en què la baixa de preus agrícoles i la disminució de l'espai conreat havien fet disminuir els seus ingressos.
A la ciutat, la crisi del segle xiv se sentí amb menys força i moltes ciutats augmentaren l'extensió durant la baixa edat mitjana (París, Florència, Gènova…). La indústria tèxtil va desenvolupar-se a Anglaterra; s'inicià el treball a domicili en la indústria tèxtil de base rural; el sector siderúrgic visqué un avenç per la demanda d'armes de foc i de la indústria naval.
Moltes zones rurals fins aleshores aïllades entraren en contacte amb les ciutats, i aquestes augmentaren els contactes entre si mercès a les fires i a una intensa circulació de mercaderies. Per tant, el camp, i en especial les explotacions senyorials, anaren abandonant l'economia d'autosuficiència i tendiren, cada cop més, a orientar la producció cap a la venda.

#### Les tensions socials al camp i a la ciutat
La depressió econòmica perjudicà els senyors, que augmentaren els vells drets senyorials (mals usos) i els impostos sobre els pagesos. Aquests factors més el descens dels preus dels cereals foren decisius i incrementaren les tensions socials al camp. Així, esclataren a tot Europa una sèrie de revoltes antisenyorials, com per exemple la Jacquerie francesa (1358) o les revoltes als regnes hispànics en el segle xv (aixecament remença a Catalunya, la revolta dels forans a Mallorca i la revolta Irmandiña a Galícia). A Catalunya, la crisi econòmica i el desequilibri social provocà, en temps de Joan II, una guerra civil que devorà els darrers recursos del país.
A les ciutats, les calamitats del segle xiv agreujaren les tensions. Artesans i treballadors s'aixecaren, al llarg del segle xiv i al principi del segle xv, contra la minoria de grans mercaders (patricis i oligarquia urbana) que monopolitzaven el govern municipal. Aquestes revoltes urbanes tenien objectius concrets: accés als càrrecs municipals, dret al treball, augment dels salaris… Tingueren un caràcter més polític que les revoltes pageses. S'estengueren per les grans capitals europees occidentals (Gant, Florència, París, Barcelona…) i finalitzaren amb l'entrada dels artesans dins els consells municipals. A Barcelona, la crisi pel govern de la ciutat es traduí en conflictes entre la Biga i la Busca.
Malgrat la inestabilitat, el comerç entre ciutats assolí un progrés notable i es desenvoluparen tècniques financeres, creacions de societats mercantils i el sorgiment de noves rutes i nous centres comercials. Per exemple, a principis del segle xv, aparegueren les primeres institucions públiques de crèdit (com la Taula de canvi de Barcelona); es generalitzaren les lletres de canvi i les societats de comerç que es dedicaren a operacions comercials, industrials i bancàries. Alhora, en els segles xiv i xv, a causa de la Guerra dels Cent Anys, es van desplaçar les antigues rutes comercials de la Xampanya i del Roine per les fires de Ginebra i les rutes del Rin.

### La consolidació del poder monàrquic i el desprestigi del papat

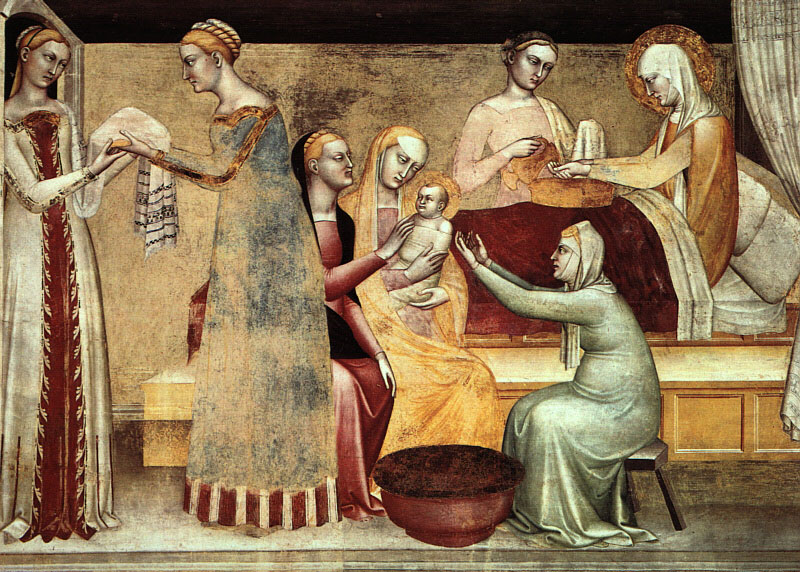
Giovanni da Milano. Naixement de la Verge, 1365 (església de Santa Croce, Florència). Elegant realisme d'aquesta escena burgesa (actituds, vestits, llit), feta amb un pinzell atent als fets quotidians. El cofre llarg voreja el llit en tota la seva extensió i una lleugera, i elegant, cortina està disposada per ser desllaçada. La imatge ens transporta a una casa rica

S'albira un nou marc: el dels estats moderns amb el poder centralitzat en la figura del rei, en detriment de les pressions de nobles i corts. El desequilibri econòmic i social de la baixa edat mitjana tingué repercussions polítiques: els monarques es recolzaren en la força creixent de la burgesia, que els donà suport perquè amb les unificacions territorials obtenia una major amplitud dels seus mercats. Així, els monarques s'enfrontaren al poder de la noblesa fins a imposar un nou tipus de monarquia més centralitzada i autoritària, en què la institució monàrquica es feia càrrec del poder militar, dels drets d'encunyar moneda, de l'administració de la justícia… Fou el cas dels parlaments anglesos, els Estats Generals del Regne de França i les Corts castellanes.
El prestigi del papat travessà un dels seus pitjors moments: trasllat a Avinyó (1309-1377). La tornada del papat a Roma (1377), a conseqüència de la inestabilitat política del Regne de França, originà l'anomenat Cisma d'Occident (1378-1417), que representà l'existència de dos, i fins i tot tres, papes en un mateix moment. En aquest context d'inestabilitat i de descrèdit de les institucions eclesiàstiques, sorgiren pertot arreu veus crítiques contra el poder temporal de l'Església, teories conciliaristes (supremacia del concili per sobre del papa) i moviments heterodoxos: al Regne de França, se cercà crear una Església «estatal» sotmesa al poder civil (gal·licanisme a partir de la Pragmàtica Sanció de Bourges); a Anglaterra, el professor d'Oxford John Wyclif i a Bohèmia Jan Hus. Ambdós refusaren totalment l'autoritat de l'Església i defensaren la formació de comunitats de predestinats que prepararen el camí a la reforma protestant.
El Concili de Constança (1414-1417) posà fi al cisma amb l'elecció de Martí V com a única autoritat. Amb tot, no se solucionaren problemes plantejats com l'autoritat del papa o del concili, o el de l'excessiu luxe eclesiàstic. El segle xv i, sobretot, el xvi, foren de profundes commocions i d'enfrontaments religiosos.

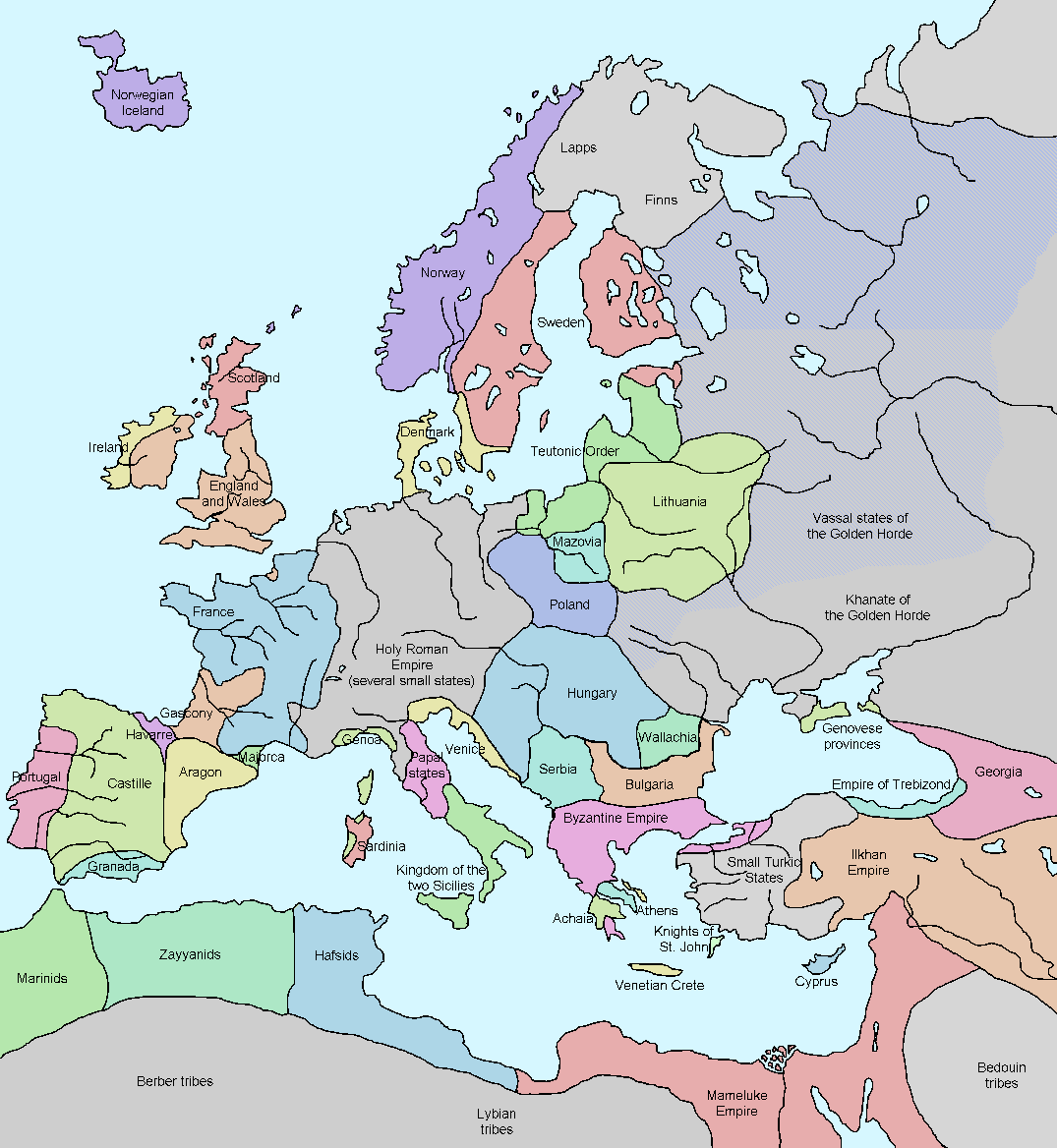
Europa el 1328
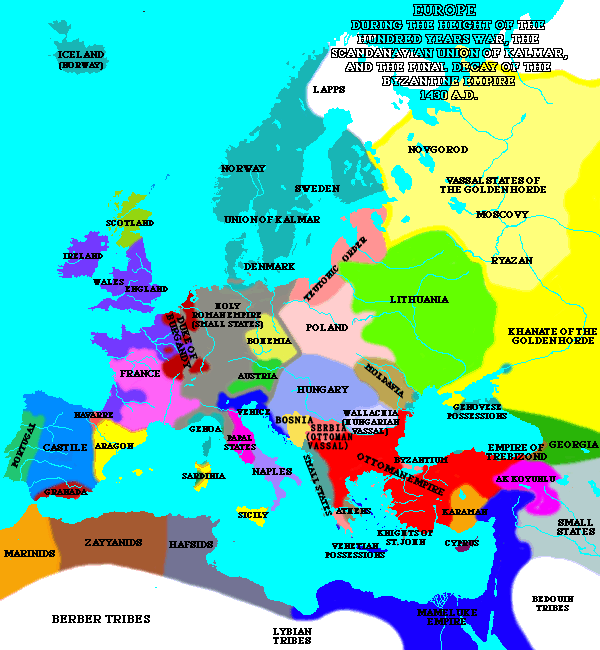
Europa el 1430
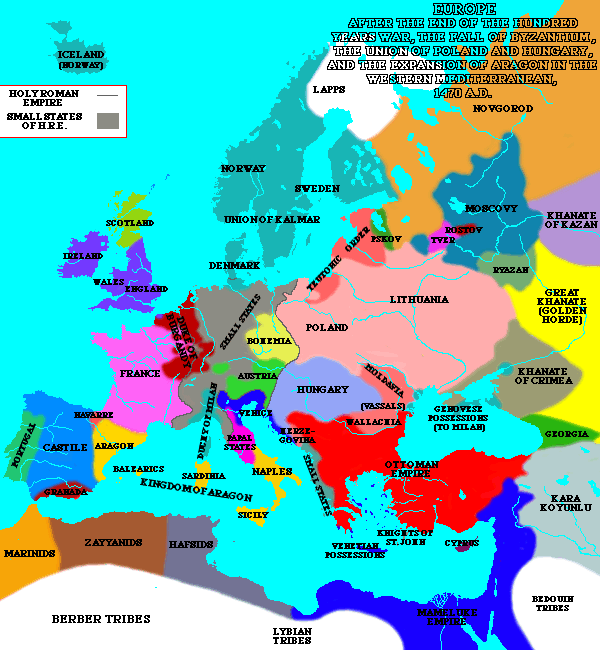
Europa el 1470

### Cap al Renaixement
La baixa edat mitjana és una cultura de trànsit i portadora d'elements de canvi que anunciaven el Renaixement italià com la Divina comèdia (1312) de Dant Alighieri, que mostrà uns nous sentiments; l'aparició de les novel·les de cavalleria (Tirant lo Blanc, Amadís de Gaula…) són llibres d'aventures de gust burgès (fama, honor, viatges…). Sobretot a les ciutats de la península Itàlica i a les flamenques, les més comercials i riques, el Renaixement s'anuncia amb més claredat. La burgesia urbana es convertí en consumidora d'art. Així, es desenvolupà una cultura amb signes burgesos: exaltació de la bellesa, la riquesa, la glòria terrenal… que obrí nous camins als artistes fora dels reduïts àmbits eclesiàstics.
La literatura reflectí també aquests nous gustos: el Decameró de Boccaccio o els Contes de Canterbury de Chaucer plasmaren ja un sentiment irònic i desimbolt. També la pintura reflectí, cada cop més, el gust de qui la pagava: les escenes de la vida familiar i quotidiana de la burgesia començaren a ser el tema predilecte dels pintors flamencs (Jan van Eyck, Roger van der Weyden, Hans Memling…) L'arquitectura canvià amb els nous gustos burgesos: les cases es convertiren en petits palaus de construcció àmplia, confortable i decorada al nou gust. Algunes famílies burgeses i prínceps de repúbliques comercials es convertiren en mecenes de poetes, músics, escultors o pintors.